# 法身寺
法身寺（是位于曼谷北边巴吞他尼府孔空銮县的佛寺。该寺于1970年，是由八戒女詹·孔诺雍老奶奶（寺中大家都尊称她为詹老奶奶师父或老奶奶）与法胜大师一起建立。是法身法门体系传承中发展最迅速的著名寺院。法身法门体系，亦被称为入法身法门静坐法（法身法门），二十世纪初由北榄寺祖师发起。
寺院属于泰国上座部佛教裡之玛哈·尼柯耶派（“大“部派），由法身基金会为其合法代表。该寺院因重视恢复原始佛教的传统价值，并透过了现代方式与科技将其加以实践，而引起了社会争议和政府的回应。虽然有争议，该寺院仍然在泰国佛教中处继续扮演着领导者的角色。宗教学者爱德华·艾恩斯曾称此寺院为“现代泰国佛教的新篇章”。寺院注重于个人的转变，主张“世界和平源自个人内在的祥和”。
初期，修建寺院旨在为大众提供一个修行中心。过后，詹·孔诺雍八戒女和刚剃度出家不久的法胜大师发现，帕司乍刃县北榄寺内的修行场所已无法再容纳，不断增加前来参与他们所主办活动的人数。因此，该修行中心在1977年正式注册为一所寺院。整个80年代，寺院迅速发展。当寺院所主办的活动，在城市里的中产阶级中声名远播后，法身寺开始建造一座规模宏伟的舍利塔 （窣堵坡）。当时恰逢亚洲金融风暴，寺院因其募款和教导的方式遭到多方的批评，法胜大师也因被控挪用募款且被开除其住持僧职。2006年，该控罪被撤销，法胜大师亦复职为寺院住持。寺院继续发展，并在教育、促进道德伦理与提供奖学等各方面，日渐获得肯定。寺院也逐渐被接受为泰国僧伽里的中流砥柱。
2014年泰国军事政变，住持与寺院也再次受到监察，法胜大师被指控收受某位信徒的赃款与洗黑钱的罪名。泰国军政府在掌政期间，几近镇压了所有的反动势力，而法身寺则被称作是唯一没有屈服于泰国军政府统治，且极具影响力的组织。自90年代以来，所有针对法身寺住持与寺院的司法程序，在其进程及国家对宗教的作用方面，引起了不少的争议。这场争论愈演愈烈，直至2017年，泰国军政府对寺院采取了封锁镇压的行动。至2017年，法胜大师仍然行踪不明。2018年，法身寺的帕库杉咖辣.嚷萨立法师被委任为正式的法身寺住持。
法身寺强调“修功德”文化，即透过行善与静坐修行，也提倡有道德伦理的人生观。并建立善知识社团，以开展此文化。寺院偏重于教导静坐，寺院扩大其活动至社会层面。虽然寺院注重原始佛教的传统，但也采用了现代化的弘法方式。例如，利用卫星电视台与创办远程教育大学（D.O.U-法胜开放大学），亦运用现代化的管理方式。在其宏伟的寺院建筑物中，拥有多座纪念堂，其设计即保有传统原始佛教的概念，亦融入现代化的元素。法身寺志于成为全球化的宗教中心，至2017年，该寺全球信徒约有3百万人。

## 歷史

### 建寺初期（1963-1996）
1959年，静坐导师-北榄寺祖师圆寂，詹·孔诺雍八戒女在帕司乍刃县的北榄寺，将法身法门的传统传承至新的一代。 差雅朴·苏惕婆是在泰国的泰国农业大学就读的大学生，1963年他开始参访北榄寺。当团队日益壮大。差雅朴于1969年出家为比丘，获赐法号“法胜大师”。后来因在北榄寺里的场地已无法再容纳，前来学习静坐的学生人数。
因此1970年2月20日，詹·孔诺雍八戒女、法胜法师、施命法师，搬到一块面积196莱泰亩（313,600 平方米或77.5英亩）的土地，建立一所修行中心。 法胜大师后来也成为寺院的住持，也被尊称为“法胜大师”， 其学长“帕蒂彭萨哇”，也出家成为法身寺的副住持施命大师。1972年，修行中心开始主办一项名为“佛法薪传者”的活动，该活动专注于招募大学生进行静坐训练。 寺院早期举办的活动有大批大学生参加，在那时候，这会被视为“左派/急进份子”，有一段时法身寺也被指责在支持泰国共产党叛乱和1970年代的泰国学生暴动事件。
虽然，最初的想法是建立一所属于北榄寺的修行中心分院，最终却在1997年，成为一所正式的寺院。 80年代（亚洲经济腾飞时代），法身寺院声名远播。寺院注重繁荣、现代化和个人发展的价值。这对于中产阶级 极具吸引力，特别是在文化与社会变革迅速的时期。 至80年代中期，寺院已经吸引了5万人参与各大型的法会。
1984年，法身寺开始扩大其寺院的土地范围（见 § 国际法身中心）。自1992年起，寺院开始在美国、日本与台湾设立其首批的海外分院。

### 首次与政府发生冲突（1997-2000）
1997年亚洲金融风暴后，寺院在有关于显示奇迹的争论事件中受到严厉地批评。寺院的募款方式被批评不适用于佛教寺院，寺院则被指责过于资本主义。虽然寺院内许多方式与教导，也并非法身寺所独有。但是批评刚好在寺院知名度逐渐响亮起来时出现，这都是因为其寺院的规模、支持者过于引人注目，以及时值需大量经费建设大法身舍利塔期间。 且寺院这些状况又刚好赶上泰国正面对金融危机。
1999年1月，在公众强烈抗议和批评的压力下，泰国僧伽最高理事会，以曼谷区 的区僧长雅那瓦柔大师为首，开始对寺院进行调查。其中一项由雅那瓦柔法师调查的指控是：法胜大师将供养给寺院的土地，转入其个人名下。 法身寺否认此指控，并强调，将土地供养给住持而非寺院，是供养者的个人意愿。 虽然最后僧伽最高委员会宣布，法身寺与法胜大师并未违反任导致其需解除僧职的比丘戒律（毗奈耶），但却给予了实际的指示，让寺院自行改善。尽管如此，泰国宗教事务局还是指控法胜大师挪用捐款并解除他的住持之职。 虽然这段时间媒体的高度关注已影响了法身寺的募款活动，但寺院还是继续推行其计划、法会和其他的活动。
2000年，詹·孔诺雍八戒女圆寂了。

### 全国性活动（2001-2013）

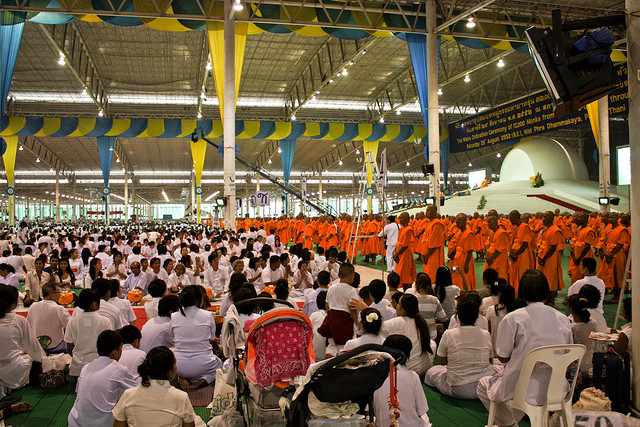
在法身寺主办新比丘的出家仪式

21世纪初，法身寺开始注重提倡具道德的生活方式，以持守五戒或八戒为基础。 这活动给整个泰国起了正面的影响，当时法身寺开始组织了反对泰国饮料公司在泰国交易所上市的活动。 因该公司生产的饮料含有酒精，他们最后决定转移到新加坡交易所集资上市。
2006年，总检察长撤销对法胜大师的指控。并声明因缺乏足够的理由再继续进行诉讼。过后，法胜大师的寺院住持职位也被复职。 泰国前总理他信·西那瓦还在位时，法身寺经常被指控与他有密切的关系，甚至左右了他的政策，致使他阻止外界对法身寺进行指控。 法身寺否认涉及任何政治关系。 学者与政治评论家们都不认同，法身寺跟前泰国总理他信以及“红衫军”政治组织，“有关系”或“若有关系则达什么程度”。 其实，在寺院里一些主要的支持者中，也有被公众公认的“黄衫军”施压党派的组织成员。他们也是极力反对泰国前总理他信的。
自2008年起，法身寺开始扩大其针对青年的活动，其中包括了以教导佛教修行为主，被称为道德之星（“V-star”），且是一项一年一度的全国性的佛教活动。 一年后，法身寺扩大其短期出家活动的规模至全国。在这活动里，参与者被派到全泰国几千所寺院里接受训练。但确实是在法身寺里，一起同步剃度出家。 法身寺也曾组织朝圣之旅，途经北榄寺祖师一生中几个重要的地点，并将其归纳为短期出家活动中的一项。 此朝圣之旅曾激起一些抱怨，据称此活动造成交通堵塞，因其如此明显，促使大家开始争论，这活动是否违反传统。 最终，法身寺停止了这项朝圣之旅。 尽管在2010年遭逢了一些阻碍，法身寺仍成为在泰国发展最快速的寺院。

### 军政镇压（2014-至今）

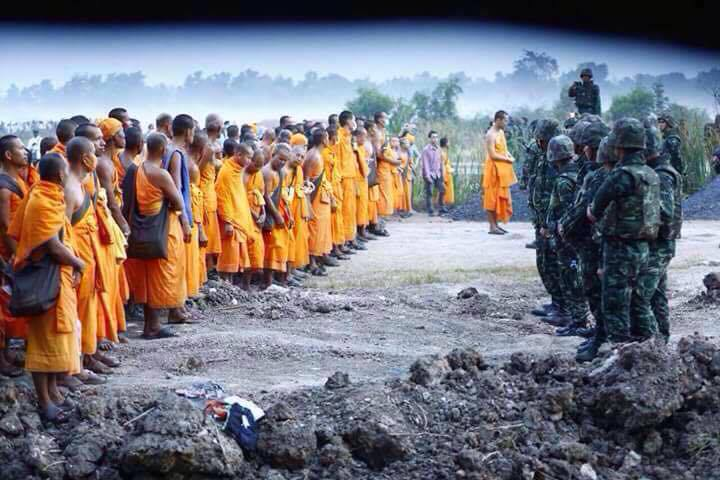
2017年，空赞信用合作社的争议事件，导致泰国军政府启动了临时宪法第44条文，封锁了法身寺23天。

2014年泰国军事政变后，法身寺再次受到严厉的审查。泰国军事政府设立了国家改革理事会（National Reform Council），与宗教委员会尝试以几种方式对泰国的僧团制度进行改革。这些改革由前参议员 派部·尼提塔哇比丘（Paiboon Nitiawan）、前陆军苏维·替啦谭莫比丘（Phra Suwit Dhiradhammo）（曾是位活跃份子，并曾名为卜塔·依萨啦比丘（Phra Buddha Issara） ，以及曾在法身寺曾出过家的玛诺·劳哈哇腻比丘。 苏维·替啦谭莫法师反对提名创·瓦啦班诺长老成为下一任的泰国僧王。因他曾是法胜大师的出家戒师，且成功地举行了请愿进行阻止。
2015年，法身寺被指与空赞信用合作社的争议事件有关连。因当时有11.37亿泰铢从空赞信用合作社（Klongchan Credit Union Cooperative，KCUC）通过未经授权的支票被取出。且其中部分总额超过一亿泰铢被发现是以供养的方式，供养给了法身寺住持法胜大师。在抗辩中，法身寺的发言人阐释，法胜大师并不晓得这批捐款是非法得来。 尽管法身寺与信用合作社达成了非正式的协议，而解决了问题。但法胜大师还是被传召，要到特别调查局的办公室，承认其有关收受不义之财和涉嫌洗黑钱的指控。 法身寺方面，要求DSI让法胜大师在寺院内进行承认指控的司法程序，因其身患深静脉血栓，但此要求被当局拒绝了。 因法胜大师无法到DSI办公室承认指控，当局发动了几次不成功的行动，且对法身寺与法身基金会添加了3百多项指控。 这次对峙被形容为自政变以来，仅此一次反对军政府的大型示威活动。这对执政的军政府来说是一种罕见的景象，因自从其夺取政权以来，大多数的反对派都选择了沉默。

空赞信用合作社争议事件，导致军政府对泰国法身寺启动用“临时宪法第44条文”封锁了23天。此事件也成为全球媒体大肆报道的新闻头条。在此期间，一场关于国家对宗教作用的辩论加剧了，与此同时，泰国军政府对该案件的处理方式也遭到批评，备受争议。 虽然寺院被封锁了，但是有关当局也徒劳无功。直到2017年12月20日，泰国多个有关当局还是未寻获法胜大师。 尽管如此，在封锁行动之后，军政府对法身寺的诉讼，依然继续着。
2017年，法身寺委任帕库杉咖辣·嚷萨立法师为泰国法身寺新任住持，并开始公布了些新的活动。泰国新闻机构-孔差辣形容，寺院自此复活了，泰国大众广播服务媒体却声明说法身寺并未因前住持的失踪而被影响。 至2017年，法身寺的信徒，大约有3百万人。

## 政治分析

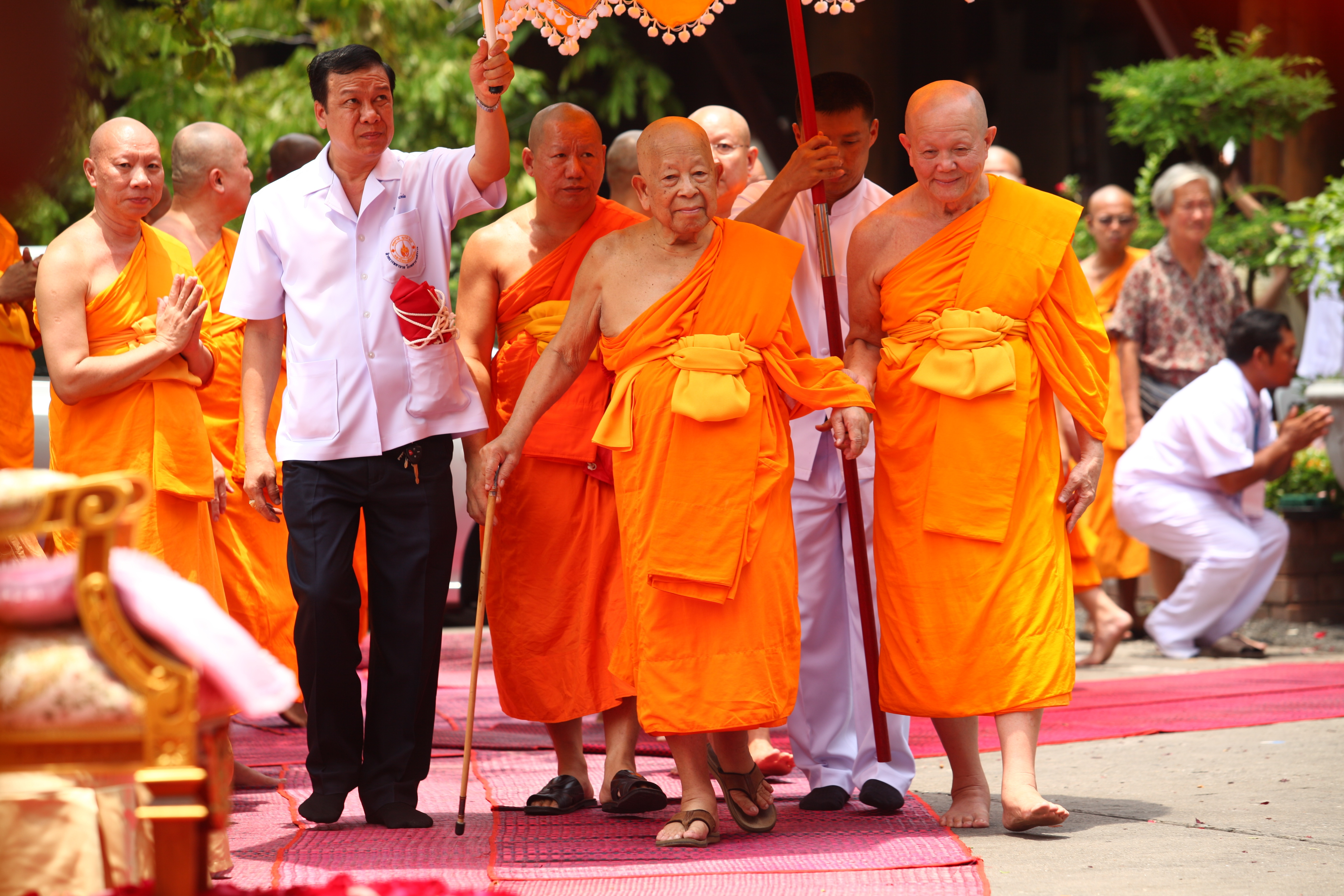
创·瓦啦普唷大长老 与 施命大师

总的来说，泰国军政府针对泰国法身寺的一系列行动，一直是泰国新闻分析员的争论与焦点。自军政府对寺院进行镇压以来，不停被质疑的问题是，泰国方面为何那么强烈地针对法身寺呢？许多人都质疑，所做这些是否只为了“执法”而已？ 已有人指出，1999年案件及空赞信用合作社事件中的法身寺议题，是个让泰国政治家们转移民众对更需关注重要事项的伎俩。
新闻分析员形容，泰国军政府对寺院所进行的行动，反映出泰国军政府具政治需要，想控选谁将成为下一任的泰国僧王。依序下一任僧王的候选人，创·瓦啦普唷大长老，曾是法胜大师的出家戒师。 选择创·瓦啦普唷大长老将意味着僧王会来自玛哈·尼柯耶派 ，而非塔玛由提卡派（法相应派）。从以往泰国历史来看，塔玛由提卡派为泰国政府与政界任命僧王的首选。 其实，创大长老早已被泰国僧伽最高委员会提名为下一任泰国僧王，但其任命事宜被泰国军政府延迟而最终被撤销，改由另一位属于塔玛由提卡派的候选者被委任。事实上，数百起针对法胜大师和创·瓦啦普唷大长老与法身寺有关的诉讼，最终都被泰国军政府作为撤回提名的理由。

另外，前泰国首相他信·西那瓦在位时，法身寺曾与其有关联，且其红衫军组织又与泰国军政府对立。 法身寺某位发言人指出，寺院之所以很容易在政局情况处于紧张时期被视为威胁。的确，自2014年军事政变以来，法身寺经常被形容为泰国唯一具影响力，且还未被泰国军政府所制服的组织。但这也可能涉及了更多属于物资层面的动机。评论家和学者们都推测泰国军政府可能企图占据这所寺院并没收其享誉盛名的资产。 在所列泰国军政府反对泰国法身寺的许多原因中，人类学家吉姆·泰勒（anthropologist Jim Taylor）指出，法身寺向泰国皇室供养得并不多。

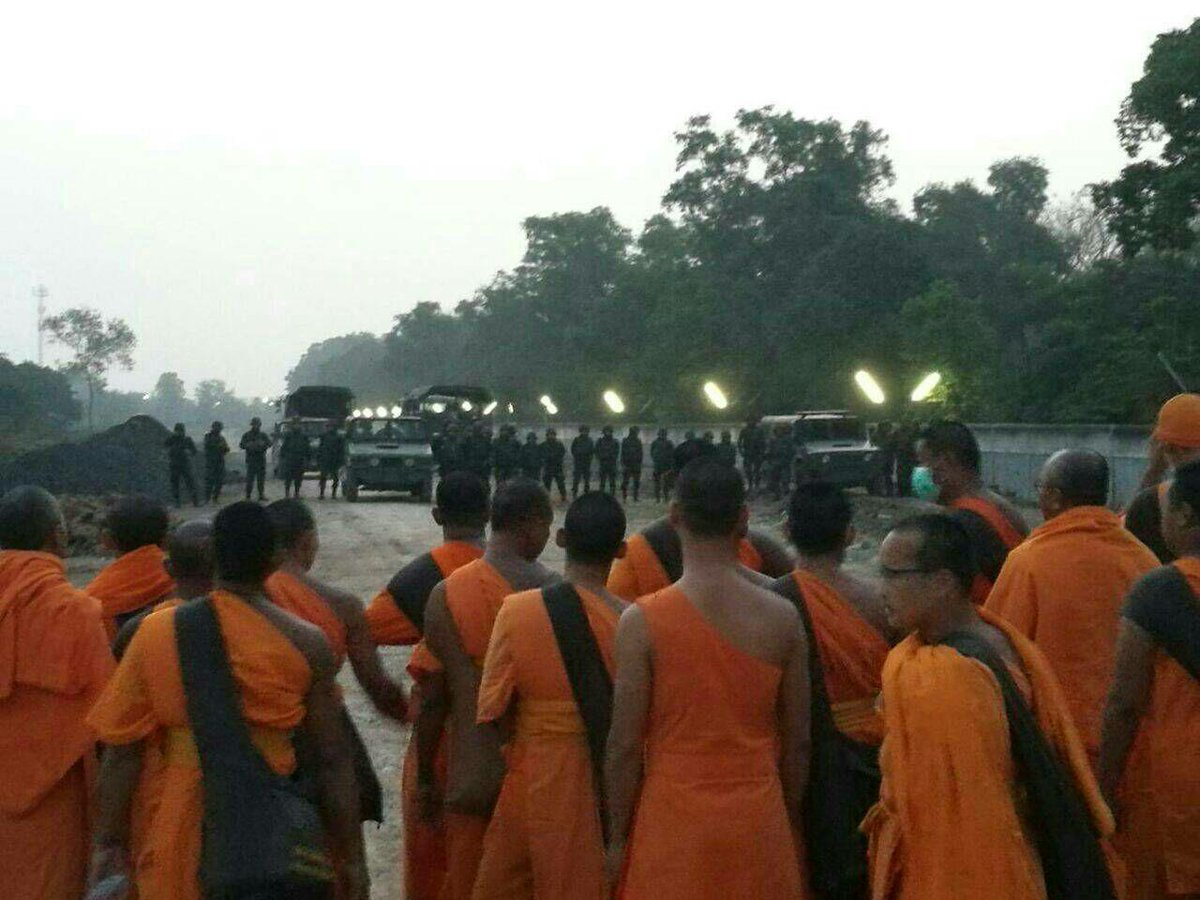
军队包围泰国法身寺

抗议者们将创·瓦啦普唷大长老的委任被延迟事件，与冷战时期 与被指控与共产主义叛乱有牵连的理事法师聘蒙谭比丘事件（Phra Phimontham）做了个比较。后者，虽被判入狱并解除其僧职，但过后被证实一直以来都是无辜的。 法身寺的支持者也以此聘蒙谭比丘案例为参考，来解释为什么法胜大师在1999年与2016年的案件中都没认罪。 在聘蒙谭法师获释后，他再次出家，但并没有重新进行出家仪式，因他并未正式的自愿还俗。有些批评人士建议法胜大师也该如此做，但有些评论员却对此有争议，认为在现今的军政府的起诉下，情况会比起在聘蒙谭比丘的时代更危险。因为现今的泰国并没有禁止折磨囚犯的法律。
除其反对者外，法身寺常被支持民主的泰国知识份子视为幸存的多元化宗教代表。 政治学家邓肯·麦卡高和其他的西方学者都提出问题，为什么保守的泰国学者在法身寺的案例中，没有考虑到宗教自由的问题。 有几位泰国学者也指出，泰国国家与宗教之间的纠缠关系日渐复杂，法身寺所主办的活动，完全依重于泰国僧团最高理事会的权威。自僧伽最高理事会成为了泰国政府的一部份后，批评人士也害怕寺院的影响力可能会凌驾于国家之上。在泰国，若政治与宗教能区分开的话，如法身寺的这类问题，将会更容易地经由僧伽自行解决，无需国家政府的介入

## 原则、修行与信仰

### 概述

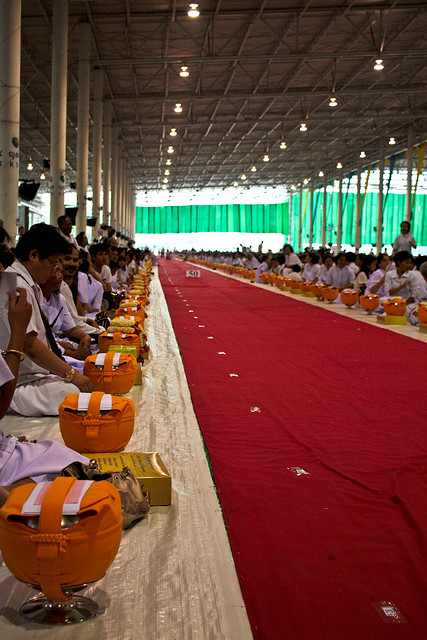
法身寺某活动仪式现场

法身寺拥有传统建制派佛教价值观， 并以现代化方式进行教导与传播，某些现代佛教主义方式 成了争论的源头。因此法身寺曾与台湾新宗教运动做比较。入法身法门静坐法的活泼性及现代化的弘法形式，使得法身寺在泰国佛教主流中脱颖而出。 法身寺已作出最大的努力，使自己归类于泰国佛教的”大部派”。法身寺也经常表现其忠诚，并向泰国皇室家族和泰国僧伽的主要僧侣提供援助。 传统与现代的结合也体现在佛教与泰国和泰国民间宗教交汇的寺院教义中。 法身寺注重为个人与社会给予可实践的解决方案，是泰国中层阶级心中的佛教典范。然而，该寺院对信徒的影响，精神层面多过于知识层面，当其试图行使政治影响力时，比大部分其他形式的中产阶层佛教组织更间接。
法身寺极其重视大导师们的传承，自北榄寺祖师（唆·湛塔萨罗）将其经验传承给詹·孔诺雍八戒女，詹八戒女则将其传承给法胜大师。大导师们是法身寺传统及成长中不可分割的部分，永久珍存于寺院的公共资料与社交媒体中，被记载下来的传统使法身寺更真实可靠。
法身寺试图复兴泰国各地区的寺院，并让其成为当地在心灵需求方面的社区中心，且以融入现代社会和习俗的方式去进行。 法身寺拥有积极的弘法理念，因其了知现今时代寺院已不再是社区生活中心，人们亦不常去寺院。所以寺院一定要透过积极的方式，来吸引社会中的在家人，为了能在寺院、家庭、学校三方面，促进对道德伦理基础的灌输。 在这种积极地弘法的理念下，或许这样向世界上每个人介绍佛教与法身法门，他们也许会较容易接受。 这种积极弘法方式的重要组成部分是在家人的角色。法身寺已意识到，在这方面有在家人参与的重要性。
法身寺的弘扬方式曾被学术性地分析了三次。首次学术分析由前泰国僧团与知识份子完成，他们批评寺了寺院的教导内容。学者们认为寺院的教导“歪曲”了“原始”南传佛教，且认定寺院通过这些教导谋权获益。 最出名的评论家帕巴悠都法师和帕维·瓦系断言说法身寺不属南传佛教。 宗教研究学者蕾切尔·斯科特和亚洲研究学者哉达·博办指出从现代主义的观点来看。因为它强调偏离理性、理想主义和普遍的佛教，它是不被当地习俗与传统所影响的。第二组的学者，由泰国和非泰国的人类学家和社会学家组成，都在研究为什么法身寺能如此有效地弘法。这组大部分学者，都着重强调法身寺在泰国各城市中对中产阶级人士的影响力，和法身寺吸引中产阶级及利用现代科技弘法的能力。。第三组的学者，都是泰国学者，他们相信泰国该成为个世俗国家，保障宗教自由。这些学者们淡化了真正的佛教与伪佛教之间的二分法，且相信该给予法身寺在弘扬其理念上的自由，只要他们不侵犯到人权。 有些西方学者，例如邓肯麦卡高, 历史学家-大卫·司辣伐斯和法学家-马克坦普顿， 也都表达了类似的观点。 此外，一些著名的世俗国家支持者，同声严厉批评第一组学者观点的前后不一致，因他们经常是以仰赖国家支助的方式，来理解与执行所谓的“真正的佛教”。然而，他们只把“非真正的佛教徒”的批判点应用在他们的“政敌”与敌对“宗派”者，而非以非民主方式给予他们政治力量支持的人。

### 入法身法门静坐法

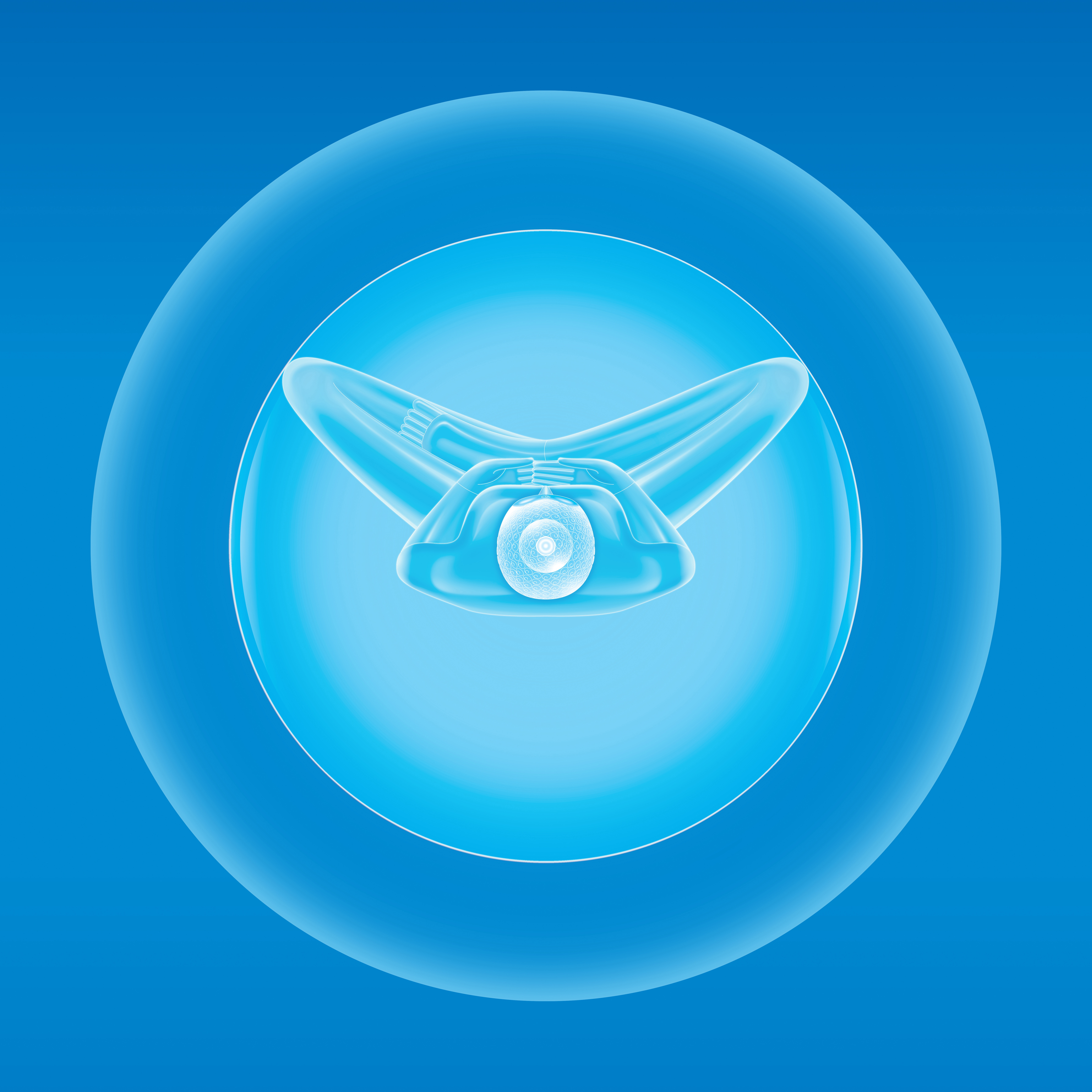
在入法身法门静坐法里，所运用的佛像俯视图

众所周知，法身寺注重静坐修行。 这是法身寺的核心和法身法门体系的传承，而入法身法门静坐法被认为是佛陀透过它而觉悟成佛之法，这静坐方法曾被世人所遗忘，但却经由北榄寺祖师而被重新发掘。这方法也被称为法身法门。根据传统记载，入法身法门静坐法的原理，是由北榄寺祖师，于1916年9月的圆月之夜，在位于泰国暖踏武里府的埠奔.邦库威寺里，重新发掘。北榄寺祖师精准地描素了，此静坐法的要旨是身体中心点：他人无论运用任何静坐修行的方法，心须透过此中心点，才能达到更高层次的内在修行经验。此中心点也是人类个人生死悠关之点。
在诸佛教的静坐法中，入法身法门静坐法，包含了正定与内观两个阶段。在入法身法门静坐法的静定过程中，与在清净道论中，所描述培养正定的部分有关，尤其是“10遍处定”。 北榄寺祖师一般会以存在于人类体内的各项内身，来解释证悟的过程。各身次第甚是细腻，并分别以粗与细各成一对。当入法身法门静坐法，到达更高的层次时，也被形容为能获得神通，这种神通能力能用来利益整个社会。 从泰国法身寺的刊物中曾记载，法身法门曾在第二次大战期间，阻止了泰国被轰炸， 且也曾用来消除宇宙的负面力量（魔罗）。 而这最后一项，对在寺院里的修行者有着强烈的影响，他们也相信入法身法门静坐法，不止对个人，而是整个宇宙都很重要。 
正是入法身法门静坐法，使法身法门体系的传承，能从其他的南传佛教派系中能脱颖而出，而且此项传承也相信，所有的静坐法，最终都能引领修习者证悟自身的”法身”，而此阶段是证悟涅槃的唯一途径。根据法身法门体系的传承，佛陀证悟涅槃，无非就是证悟真正的自我，法身，是一项精神实质。此项传承也相信佛陀与涅槃是真实存在地，并存在于每个人的内在。而“无我”的教导，被认为是要放下那些非真的“我”，证悟真正的“我”。

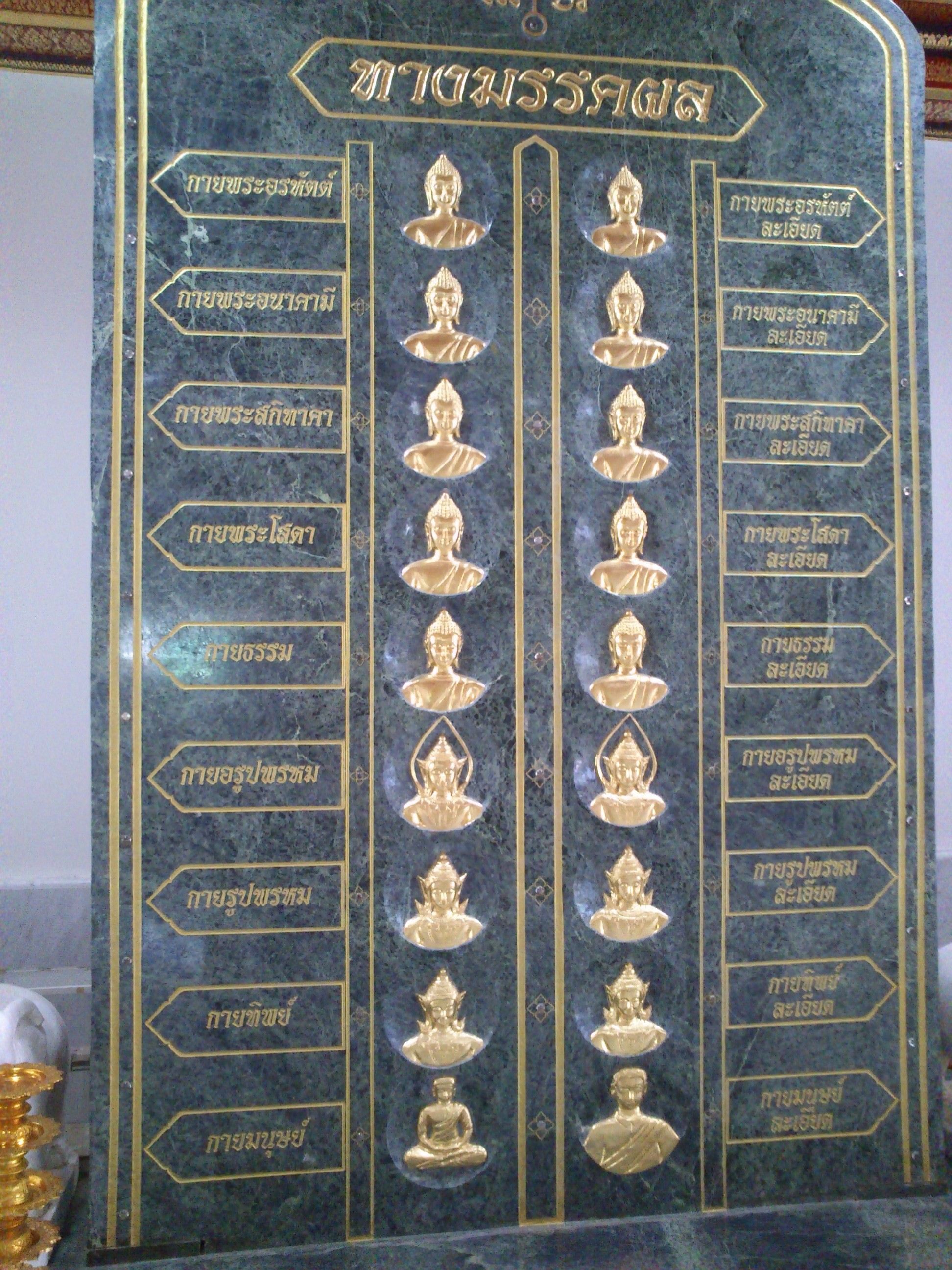
北揽寺祖师通常会以存在于人类内在的各层内“身”(kaya)来解释证悟的过程。

法身寺经常用正面的言辞描述涅槃。除了真正的“我”，斯科特察觉到，法身寺经常描述涅槃为极乐，且争论说这就是为什么有那么多人研习入法身法门的静坐法。寺院在教导静坐时提到，静坐能如何改善健康与现代生活的品质，寺院曾与属于"内观派系”的葛印卡。做了比较。法身寺从诸多方面强调了静坐的重要性：寺院周围的商店都有售卖静坐垫；任何寺院所主办的聚会活动，都会设有静坐时段；法身寺非常重视集体静坐的效益，并强调大众共修静坐对前来寺院修行者的心具有很强的影响力。
法身寺是法身法门体系传承的一部分，它也成为了泰国佛教中，在教义方面的一大争议部分。法身法门体系，在“真我”方面的教导，与大部分泰国南传佛教，形成了强烈的对比。并被排斥此类的教导方式，并坚持“无我”才是普遍的事实。
“无我”的概念，在泰国曾引起强烈的争论。可追溯至1939年，第12任的泰国僧王出版一本书籍争辩涅槃才是“真我”。 此争议在90年代再次被挑起。当时一位比丘学者帕巴悠都法师出版了一本书籍，声明法身法门体系所教导的”涅盘才是”我”，已偏离了南传佛教的教导范围。他还批评此类的”教条主义者”，助长了宗教偏执与草率的研究。
法身法门体系传承以不同的方式，回应了“我”与“无我”的辩论。法身寺助理住持塔呐悟投比丘撰写了一本有关此题目的书籍，来回应那些批评， 且法身寺的另一位成员以一个别名，也出版了一些书籍，来揭露有关隆波巴悠都的阴谋论。另一位属于法身法门体系传承，来自隆普唆谭玛卡雅兰寺院的住持隆波宋差做出了论证，有关这是属于初级学者，而非佛教静坐修行实践者所持有绝对”无我“ 的见解论证。无论如何，这已经显示，作为此体系传承的跟随者本身，对这场辩论并不感兴趣，而是在乎法身法门能如何改善他们的心灵品质。

### 整洁与整齐

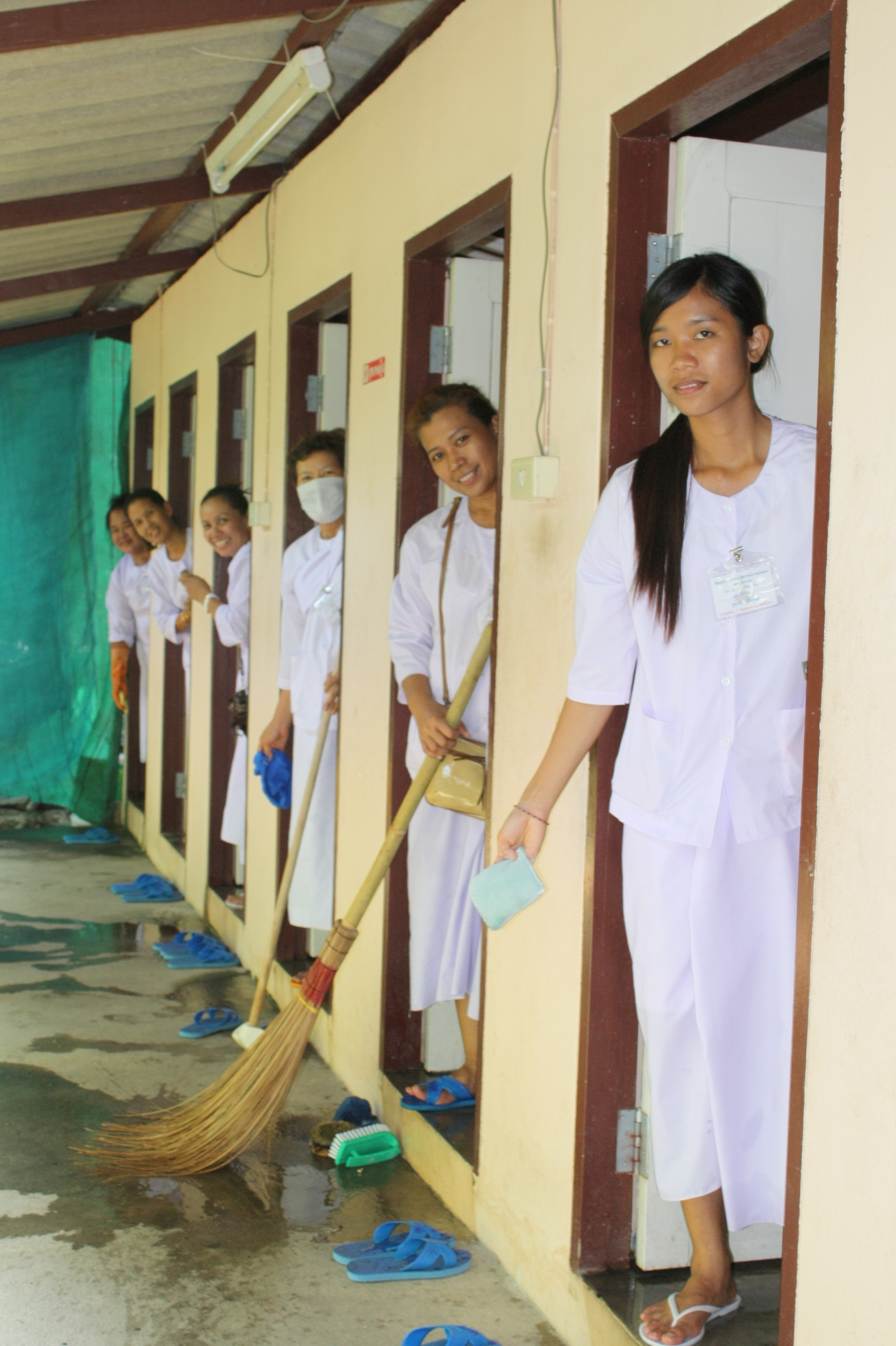
（图）通过组织清洁类活动，鼓励修行者维持东西的整齐与干净

法胜大师的教导深受詹·孔诺雍八戒女的影响。他将入法身之法门静坐法的研习方式，“融入到日常生活中”（宗教学者-贾斯汀·麦克丹尼尔）。它注重于整洁、整齐与安静，形成一种道德，并能辅助于静坐修行。引用吉姆·泰勒的话，法身寺是在“避开障碍”。在法身寺，法会通常都在星期天主办，而并非根据传统的农历-布萨而已。并且安排了免费巴士接送信徒往返寺院。在家人参与法会时，都被强力鼓励穿着纯白的传统服饰。在寺院的范围内，抽烟、喝酒或打情骂俏是不被允许的；报纸、宠物或算命等也都不被允许。在传统上，法身寺是不会主办吵闹的寺院活动。来参与法身寺里活动的儿童们，都会通过法身寺在星期天的课程与托儿所，获得妥善的照顾，而成人们就参与在国际法身堂里的静坐时段。寺院设有适合儿童与青年们等各年龄层的活动。此外，法身寺也经常教导传统的泰国礼仪，被解释为泰国人的核心。简而言之，法身寺外观井然有序，堪称“当代美学”产物 （斯科特），这吸引了修行者，特别是现代泰国的中产阶级。 修行者也被鼓励，透过具组织性的清洁活动，以整齐与干净的方式来维持属于自己的东西。在通过这些具组织性的清洁活动，促进强烈的工作责任感，其中最低等的工作项目（洗厕所）都被认为是最具价值和最富成效的活动。法身寺注重纪律与整齐性，都在其大型与详细的活动策划中，被展现出来。

### 修功德与募款
法身寺有个对未来理想世界 的愿景。寺院强调，佛教日常作息将引领修行者与社会，在今世和来世皆获得繁荣与幸福，于此点而言，法身寺期待高效承诺。 透过静坐、募款活动与自愿工作，寺院偏重修功德， 和解释如何透过了解因果之律，在今世与来世能获得其果报。 调研表明，信众参与法身寺所举办活动的主要原因之一，便是寺院活动的架构及教导的清晰。 寺院主要捐款者都被大众认同是在这等方面的典范，且捐款组也被给予他们某些头衔的认可。 捐款者们也对自己的布施感到法喜，但批评人士，将这种将重点放在于修功德与其果报的做法，形容为宗教消费主义或宗教社会主义。

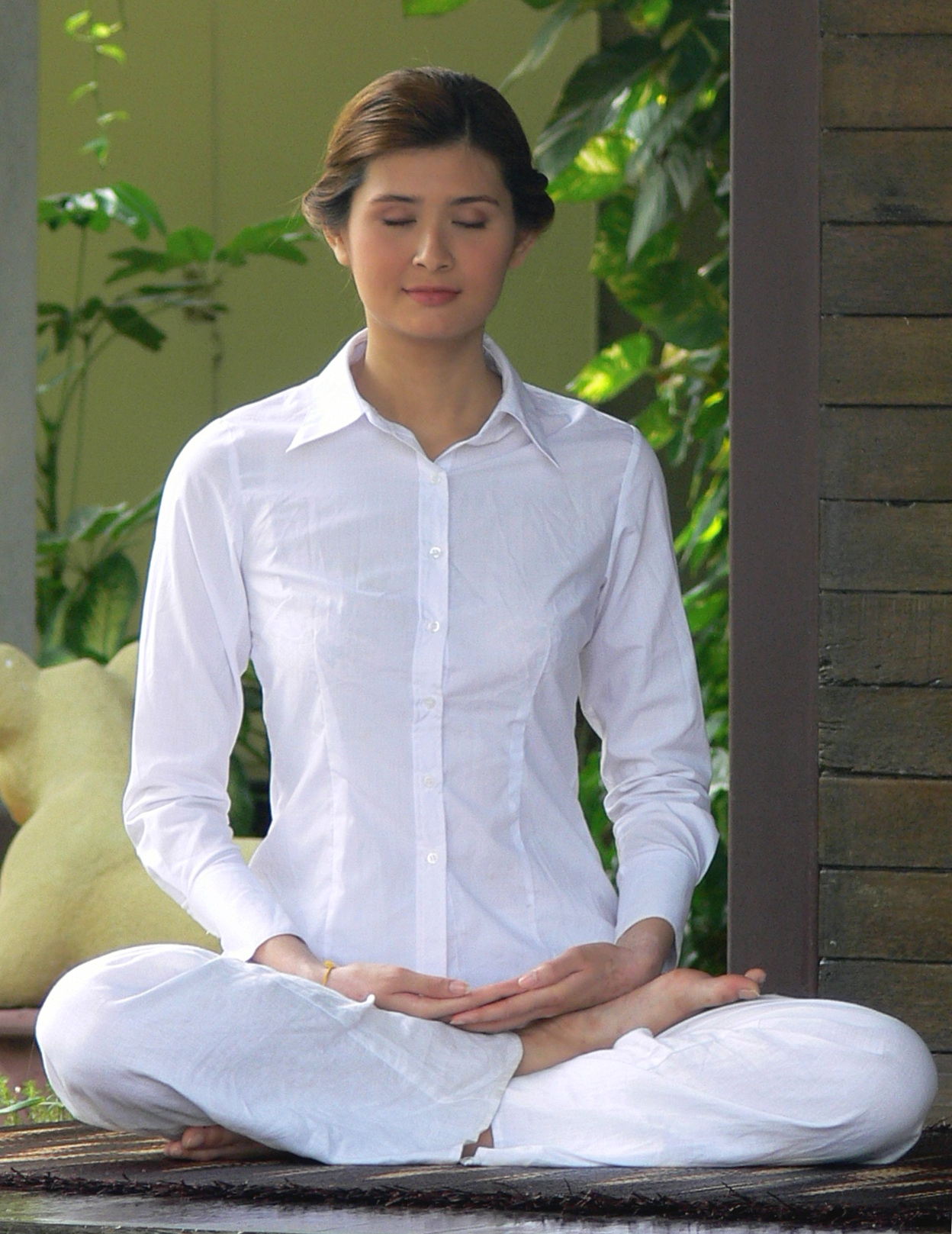
在寺院的教导中，有3项主要的修行重点：布施、持戒与修定，后者主要是注重在静坐修行。

法身寺一直备受争议，与其多年发展的不停转变有关。例如，70年代被指控同情共产党，90年代被讽刺性指控推行资本主义。 这些“无处不在又持续不断”（斯科特）围绕法身寺的争议，一直遭到学者和新闻分析员的猜测。尤其在90年代亚洲金融风暴时期。寺院注重于通过布施“修功德”事宜，尤其备受关注与批评。
根据神学家罗里·麦肯齐，法身寺曾被更具传统观念的泰国僧伽与公众批评其推广佛教的方式，被视为过于“世俗化”，强调“布施”，是为了获得“今世与来世的财富”。法身寺也曾被描述攀缘富裕，因为法身寺教导如何通过布施，能带来财富与致富，而且寺院不批评两者兼得。的确，法身寺的修行者相信，若将追求财富运用在布施上，追求财富并不一定导致攀缘，且还可能有助于在静坐修行上的证悟。
有些批评在人类学家阿聘押·富应付萨格的研究中也得到些呼应，她将法身寺的修功德比喻成一个产品的市场推广，同时指出法身寺如何让修功德变得方便及愉悦。法身寺并不觉得该方便法于佛法有损。反而与佛法有增益之效。 法身寺认为教导寺院一定要”适宜”心灵修行（巴利语: sappaya），亦为北榄寺所用。
90年代后期，是法身寺的募款方式被批评地最严厉的时候，亦是1997年亚洲金融危机爆发期间。朱拉隆功大学的啦未·帕未莱甚至指责法身寺将“佛教商业化，以寻求金钱与权力”。虽然法身寺在许多的处事方式与教导上，并非法身寺独有的。但是批评声刚好在法身寺知名度逐渐提高时出现，皆因其寺院的规模、支持者的引人注目，以及时值需要大量经费期间。 学者们也指出寺院进行募款的时刻，是导致被批评的主因，因其募款活动刚好处于亚洲金融暴时期。虽然法身寺募款活动事件最终平息下来，但是批评声并未消失。
有学者相信，这些争议反映了一般上对泰国佛教整体的批评，都是以1997年亚洲金融风暴为背景，当佛教变得商业化，成为在泰国最受争议的宗教问题。 宗教研究学者蕾切尔·斯科特结论，对法身寺的批评可归类为以物质奖励说服群众信任的宗教团体的批评，及批评家将宗教组织的传播看作是对社区信仰攻击的倾向。 这也指出了在泰国社会中的许多人，可能害怕法身寺，会对泰国僧团造成巨大的影响，或甚至接管泰国僧团。

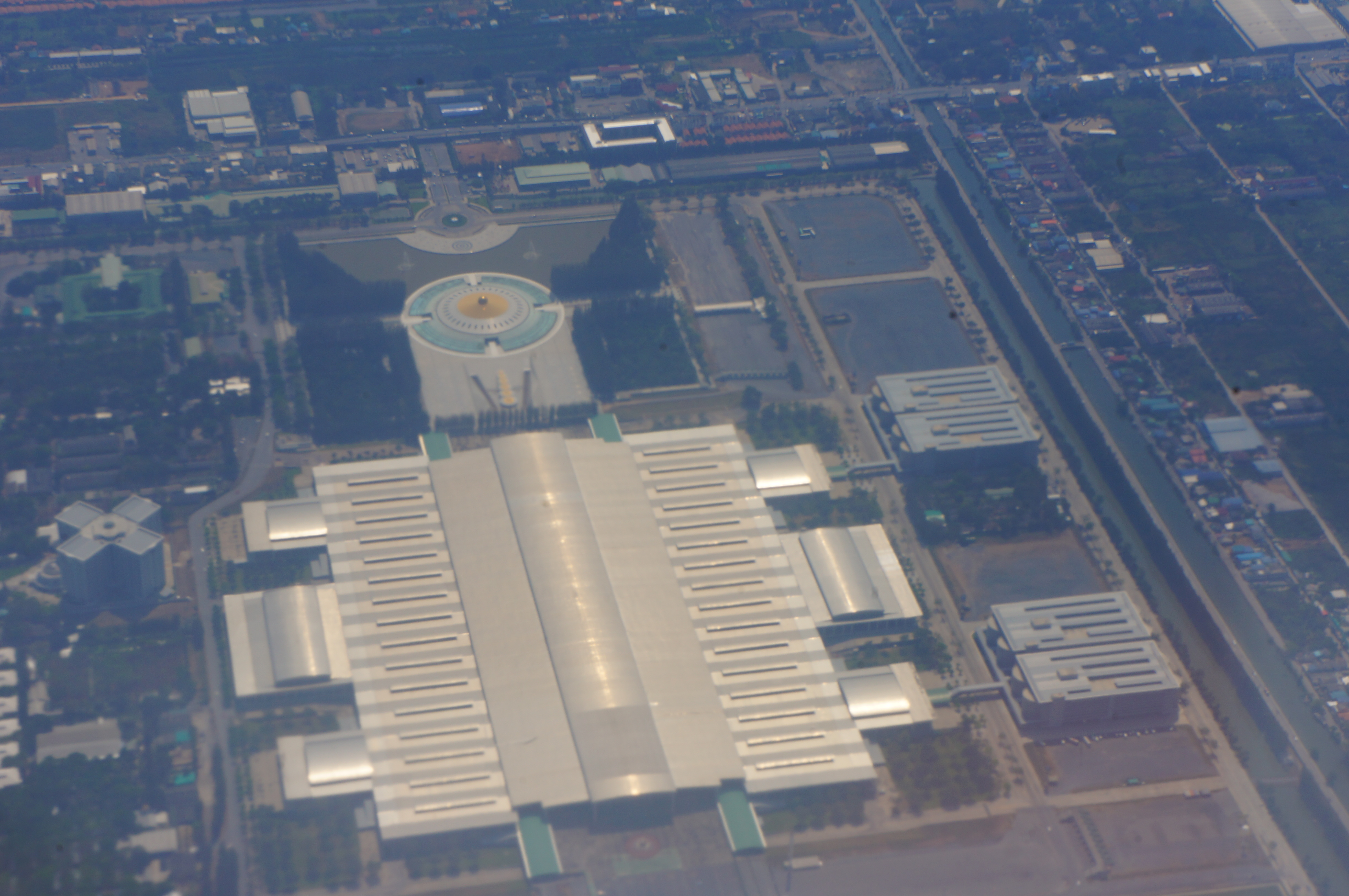
寺院新扩张区域的鸟瞰图

斯科特认为，针对法身寺通过修功德募款及其教导的批评，在一定程度上反映出泰国社会有关财富与修功德的历史变化。 布施与财富之间的关系，在巴利文里的术语是无所不在的，且记载了许多典型大布施者的故事。例如，有关大富翁须达多（给孤独长者）富翁和筹提咖的故事。财富与所修的功德之间的关系，已深深地影响着许多佛教国家。在20世纪的开端，无论如何，在原始佛教里，对修功德的观点已经改变了，例如：修功德已跟资本主义和消费主义联系在一起，并在南亚与东南亚区兴盛起来了。 现代泰国佛教已将传统村庄生活和拒绝物质财富部分反映在泰王普密蓬的自足经济哲学。且在某些佛教国家，例如，在泰国，导师与修行者都倾向于摒弃，甚至于诽谤修功德，而更赞成有关于超脱和达到涅槃的教导，还有佛教学者- 兰斯·塞尔温·卡申，甚至为此行为创造了“最终主义”的名词。

### 波罗蜜与自我提升
修功德或行善积德，是降服内在烦恼的方法之一，且通过“波罗蜜”的概念更深层地表达出来。波罗蜜是在过去规范与后现代规范佛教经典中，所提及的一个术语，常被翻译为“完整；圆满；至高境界”。该圆满指“菩萨”（发愿成佛者）修习十项美德。  根据法身寺教导，波罗蜜的形成，是当人们能贯彻落实地修功德，且这些功德经过岁月的累积而逐渐变得“浓缩” （Thai: กลั่นตัว ） 。这唯有当人们能愿以牺牲生命的方式来修功德，才能成就。法身寺不认为修波罗蜜，是专属于愿成为未来佛者的专利，而是属于所有想离苦并朝向佛果者。 传统上有10项波罗蜜：布施；持戒；出离；智慧；精进；忍辱；真言；愿；慈悲；舍。 这些都能透过：布施、持戒与修禅定 （主要通过静坐修行为主）获得。 依法身寺视角来看，修布施与修功德属于自修与锻炼舍己，且功德是根据自己的意愿，而并非供养多少而定。 布施的理想状态，在法身寺文化中以“企档.梅”（音译）表达，意指“我成功了”，即战胜了内在的烦恼。
法身寺积极推广与道德伦理相关的佛教经典《吉祥经》，以强调自我转变的重要性。法身寺从早期直至今日，都依据此经典，来主办每年全国性的道德考试。且法身寺也经常讲述佛教三藏中，有关传统典范布施者的故事与修功德的果报。 法身寺的社会观随处可见其对个人品德的注重：法身寺强调加强个人的道德修养于强调改善社会的体系， 并以其人民的道德水平来衡量其国家的幸福指数。 实地调查研究也证实，法身寺的修行者相信，个人缺乏道德，是导致泰国现今在经济问题上的主要原因。 确实，每年的地球保护日法身寺内庆祝活动，也经由寺院的座右铭“要净化世界，先净化心灵”体现出来。若想改善环境，我们须先开始净化我们的心。

### 精神上的友谊

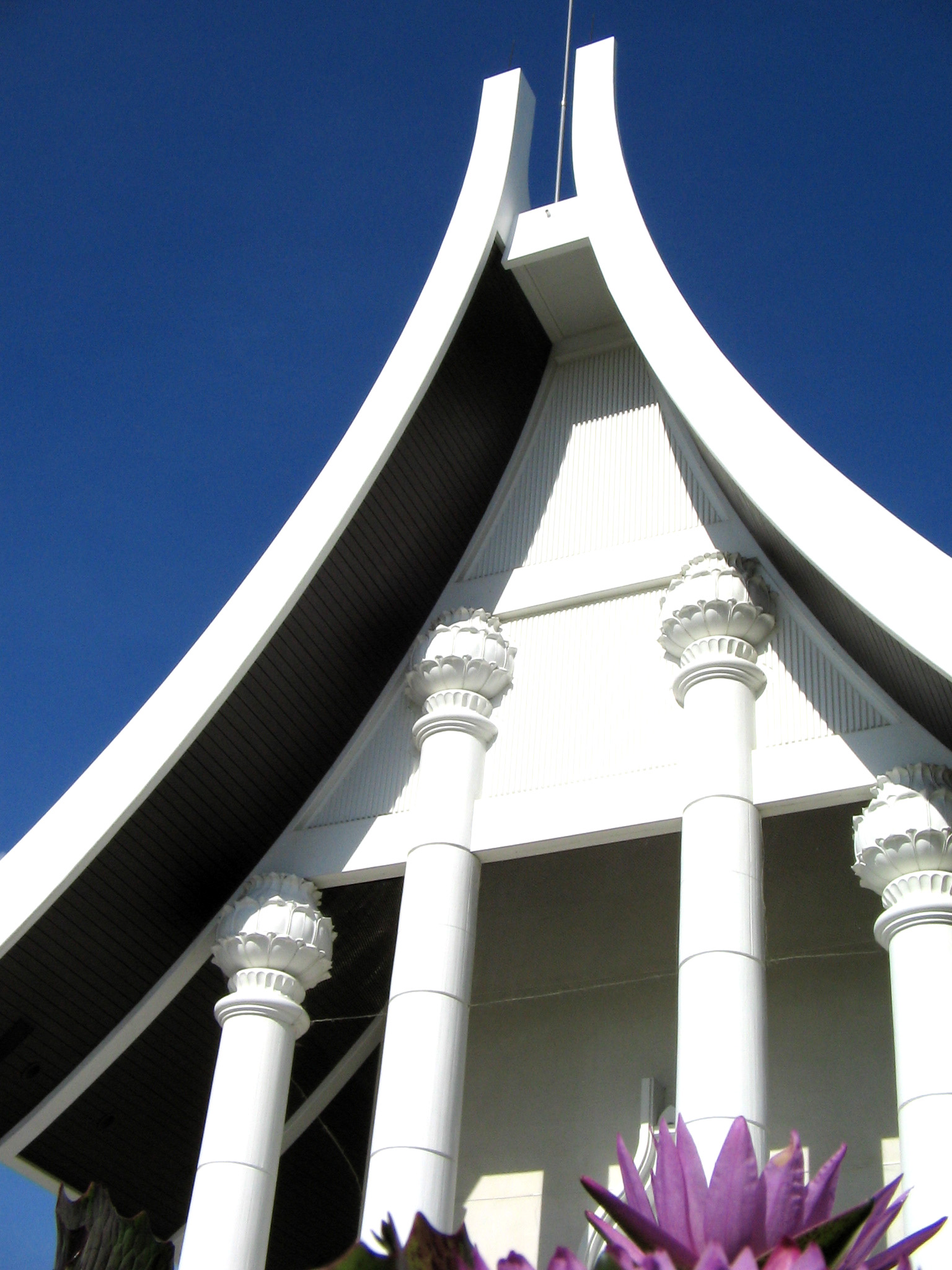
寺院的戒堂是建在寺院的旧区里

曾参与法身寺活动的参与者，都说寺院感觉像一个家。 吉姆·泰勒认为，法身寺的成就部分源于寺院向新来者开放的灵活社会结构。寺院将其信众按兴趣分组。 法身寺的生活方式推广良好的家庭价值观，注重建构可以促进志同道合者们灵性成长的社交网络。 法身寺鼓励人们劝说其他人一起来修功德，因为如此的说服力，本身就是一项功德。 法身寺的活动中，就连是在禅修营，也给予足够的机会，让在社交活动和精神上的友谊，都能建立起来。 在法身寺的教导里，修行者也被鼓励设立善知识之家，跟朋友与家人一起静坐，且修行者也被训练当起领导者的角色。法身寺也认为家庭、寺院与学校都该结合起来，为社会创造了负责任的成员，协办活动以达此目的。 法身寺坚信，善知识团体具有模范作用。法身寺史刊记载，之所以在举办各法会时强调大凝聚力之重要，是因为，只有如此宏大的凝聚景观才能引发世人驻足思考并提出问题：到底是什么原因，让这么多人聚集在一个地方，一起静坐…… ,提出问题后，他们会付诸一切努力寻找答案。
在法身寺内部非常注重尊敬长辈与居高地位者。这一主张虽是针对僧众的，但也适用于在家人。其中一些品质，如容易受教、谦虚、说话温和与其他…，都会在寺院的教导与活动里被鼓励与提倡。这些品质也跟在静坐修行上的成就有所关联。阿聘押·府应付萨格推测法身寺里尊敬长辈的文化，是源自于在泰国农业大学里的资历制度，第一代法身寺的寺院僧众几乎都是毕业于泰国农业大学。农业大学曾是泰国当地第一所由佛教寺院主导复兴与促进的佛学社，且泰国其他大学里的佛学社，也跟随农业大学佛学社的模式运作。其实，在佛学社的其中一项主要活动，是由寺院所带领复兴了拜师仪式，这是一个让大学学生向他们的导师表示感恩与尊敬的仪式。除了是母校的传统外，曼努埃尔·利塔连也推测法身寺强调对等级和资历的尊重，是来自于一个信念。那就是身份和地位都是经由修功德和业力而促成的。

### 到达法的究竟
法身寺对修功德、道德与静坐的教导，不止考虑到个人的幸福快乐和世界和平，还有更高的目标。法身寺教导有关身而为人的最终目标是行菩萨道，修波罗蜜。法身寺的修行者专注于成佛之道，但称之为“Thi Sut Haeng Tham”，字面意思，是“法(佛教)的究竟”。这目标解释为协助所有的众生到达涅槃，那须要很大的努力。由此而论，波罗蜜也被定义为，让个人持久地修善成为习惯。

### 不可思议之事

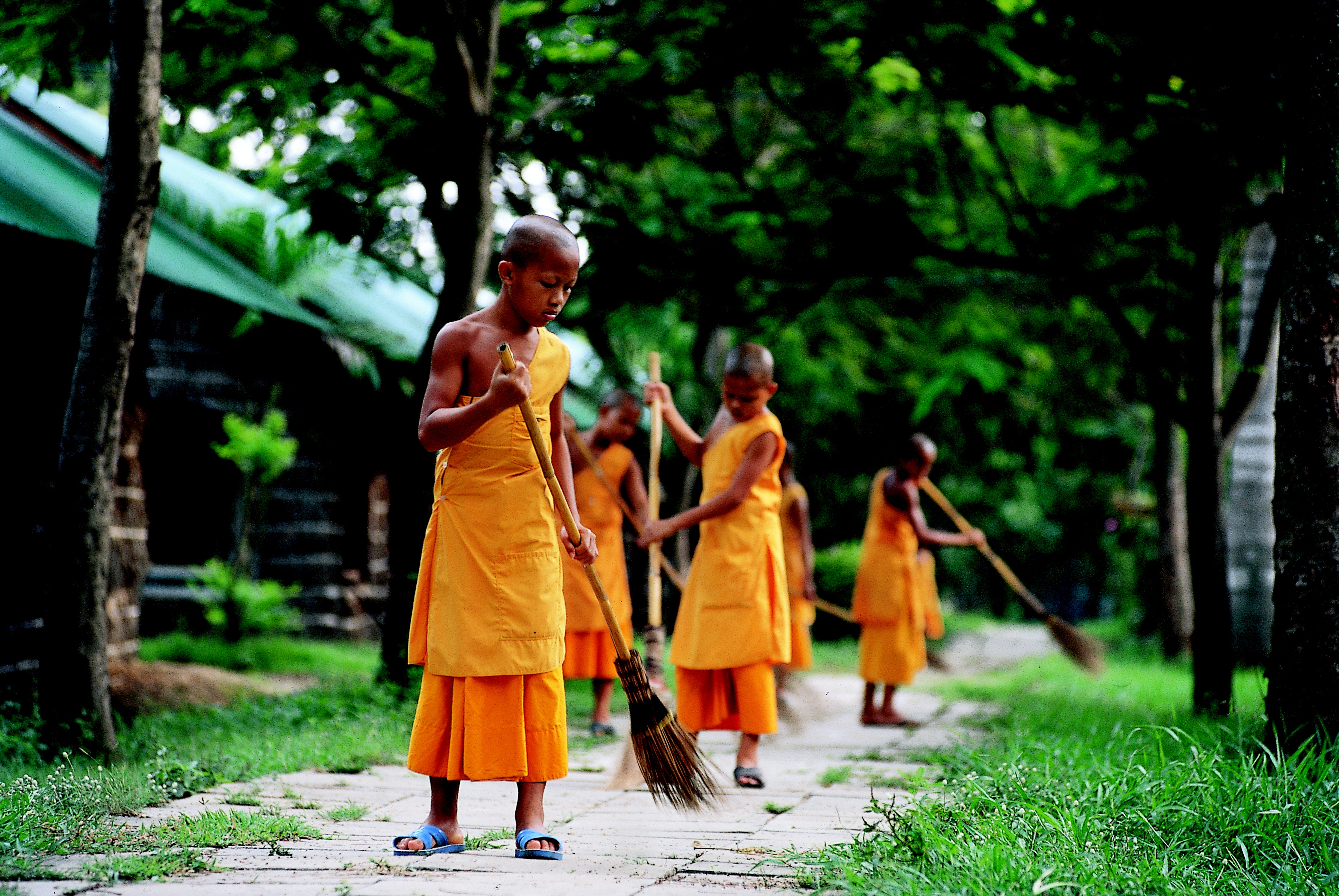
沙弥在打扫寺院

虽然法身寺不涉及到传统的法术仪式、相命与给彩票号码 等活动，但也不排斥任何不可思议的事迹。 在北榄寺祖师与詹八戒女的自传中，法身寺经常传出有关于这两位导师不可思议的事迹，从而也确立了其传承体系的价值。罗里·麦肯齐指出不是每个到泰国法身寺来的人，都对不可思议的事迹有兴趣。但无可否认，那也是寺院的一部分：“有些信众因佛法开示的逻辑和紧凑而吸引，有些信众因与法身舍利塔及寺院其他的建筑物产生共鸣而被吸引；有些信众因在这里可以与老朋友碰面而被吸引。当然，也不乏信众是因神奇事件而被吸引前来寺院.....。” 同样的，修行者也相信静坐不只能让心宁静下来，且具有些神奇的影响力而能影响外在世界，特别每个月的第一个星期天（见，其他的活动）。阿聘押·府应付萨格也指出，法身寺也趋向于淡化"神奇事迹"与"理性"，或具科学性之间的差距，且引用科学方式，来解释神奇事迹或灵媒之说。

## 法身基金会

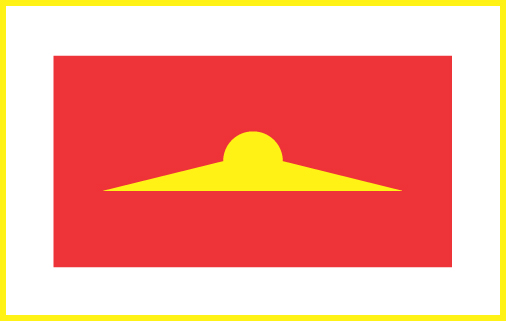
法身基金会的标志

### 基金会的组织结构
法身基金会在法律上是代表泰国法身寺， 被称为现代化版传统“寺院委员会”（Thai: กรรมการวัด）。 1970年，基金会设立，名为巴实基金会，1985年更名为“法身基金会” 。随后，第二所基金会设立，为法身寺全球活动提供基金，名为大宝优婆夷詹老奶奶基金会。
法身基金会组织机构复杂，但比起传统的泰国寺院更正式。 它是个以现代化方式管理的组织。 除了其现代化的管理方式外，法身寺坚持以非常传统的等级制度，以法胜大师为领导。 他曾是法身寺的住持，也是基金会的主席，由法身寺副住持施命法师为基金会的副主席。所以，基金会与法身寺，有着内在的联系。基金会里的某些部门是由寺院里的助理住持负责，而他们都向住持与副住持汇报：人力资源部，负责法会仪式运作的法务护持部，维修、募款、教育与弘法综合部。在家人的职务则被分为62组。 法身寺的人事分为比丘、全职内部员工、员工与义工。全职内部员工，有时候也会偶尔短期出家一段时间，但他们正式出家的方式与一般非全职内部员工的男生，是不一样的。全职内部员工通常都是在一个特别安排的出家仪式里，发愿终身出家，且经常都是会担任僧团中，具高级协调职位的比丘。 根据泰国的习俗，寺院不会为女性剃度为比丘尼，但也会为女性工作人员提供训练活动。
在家人之中，全职内部工作人员都需持守"八关斋戒"（简称“八戒”），严守戒律并终身住在寺院里，也没有任何所谓的工作薪金或住宿在寺院外。犹如短期出家训练活动，全职内部工作人员都需彻底受训，也包括了有一段试用期。他们没享有一般所谓的薪水，但却会给予一些津贴，以及福利。所有全职内部工作人员都有一项重要的任务，就是积极地协助寺院弘扬佛教。他们补助了僧众在佛教戒律上有所限制的活动与工作。他们也成为了大部分民众的模范。 法身寺里的僧众与全职内部工作人员，都具有相当高世俗学历。绝大多数都拥有大学学位。

80年代，法身寺曾是个非常集权的组织，这也导致了组织内的一些问题。90年代初期开始，法身寺开始引进了专业的管理层与法律顾问，为了建立起组织的运作流程，而其决策权也被下放到多个监督委员会。

### 目标
在其网站中，法身基金会列出7项目标：
- 教导入法身法门静坐法；
- 促进与护持佛教教育；
- 促进与支持僧众与在家人学习佛法；
- 对生活在寺院里的人，给予支持；
- 建设与维修国际法身堂；
- 建设与维修寺院；
- 建设与维修一所学院提供各层面的教育，从学前至大学教育。在一般的课程中，也一起提供了有关佛法的教导。[272][273]

有时候，也会提到另5项基金会工作的目标，如下：	
- 提供教导静坐的设施与有关世界和平文化的学习；
- 通过灌输道德伦理，使社会中更具道德伦理的观念，特别是对年轻的一代；
- 促进对社会中具特殊道德者的认可与赞扬；
- 透过提供印刷资料与其他媒体渠道，促进和平、社会和谐，与倡导道德伦理；
- 提供人道援助。[58]

法身基金会的目标，经英文口号“通过个人的内在和平，达至世界和平”， 及泰文口号“我们生来是为了修波罗蜜”表达得淋漓尽致。 另外一句是“法身是生命的目标”也常被提及。后两句口号常被结合在一起，即“圆满修波罗蜜即真理之路，证得法身即至高目标”。证悟即涅槃。

## 建筑群的布局

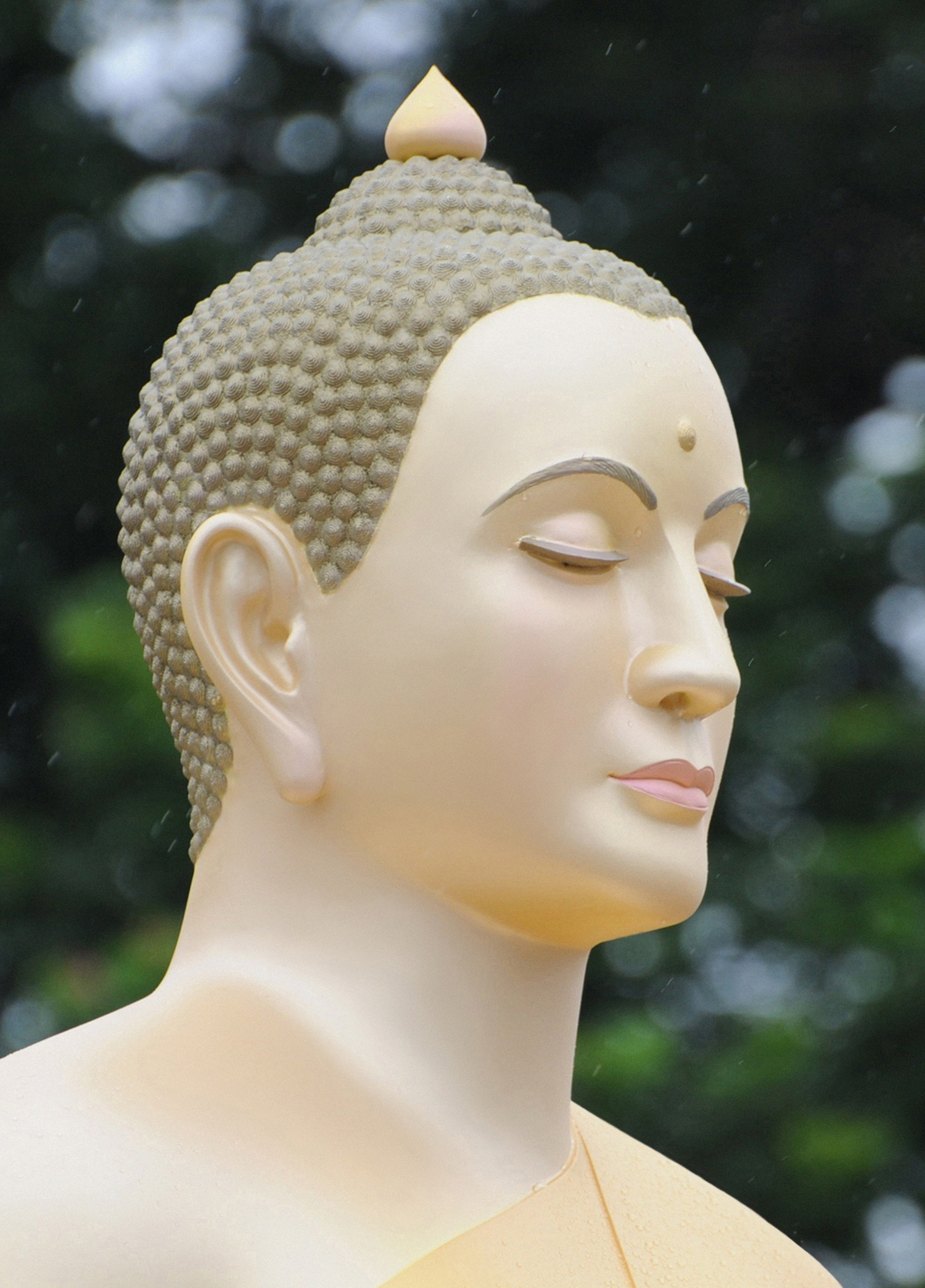
寺院里的佛像，都是根据传统的三十二大人相塑造。

法身寺给人们的印象是清洁与整齐。寺院里拥有许多被照顾得很好的花园与绿色植物。 有别于泰国其他寺院的建筑，法身寺的建筑物以其功能性为主，装饰部分极少。 这让它们看起来都更前卫、现代化与环球化。虽然它们都是依据旧式传统而建的。
法身寺的区域分为三个部分：“佛区”，包括了大雄宝殿和僧众的居住区；“法区”，包括了教导在家人和让其参与法会的地方；“僧区”，包括了举办佛教法会的地区。虽然有许多泰国寺院，也如此规划其地区。但法身寺却能鹤立鸡群，把寺院大部分的地方归划为“僧区”，以便提供足够的空间，让民众与国际社团都能到来参与寺院所主办的法会。自1984年始，寺院的面积已大幅度扩大。  所以，就有了前期区和后期扩张出来的国际法身中心之分。

### 前期区
在前期区里重要的建筑群：
- 大雄宝殿：其设计是根据奔差玛颇斌寺院（英语：Wat_Benchamabophit），该建筑物于1998年，获得暹罗建筑师协会（ASA）所授予荣誉奖。[283] 在大雄宝殿里的主佛偏现代化多过于泰国传统式的佛像设计（英语：Buddha_images_in_Thailand）。然而寺院里的佛像都是根据在传统巴利三藏里所提到佛陀的32大人相而塑造出来的，且法身寺也相信所塑造出的佛像，会比起其他的佛像类别更具真实感。[236][284][285]
- 詹∙孔诺雍老奶奶纪念堂：此六角形金字塔的建筑物，建于2002年，这座两层楼建筑物，是以金黄色电镀的玻璃建成的。底层是间展览室，展示了有关詹∙孔诺雍八戒女的身平事迹。上层是一间放置了詹∙孔诺雍八戒女的金像。[286]
- 忉利天：是一处法胜大师曾做治疗的地方。
- 法身英语学习中心：是一所为了弘扬佛教而学习英语的中心，拥有经验丰富的国外教师授课。[287]

法身开放大学与寮房（僧众居住的地方），也都在前期区里。

### 国际法身中心
自1984年起，参与法身寺的大型法会者已超越了当时寺院本身的容纳程度，且决定扩展其场所范围，而建设了国际法身中心。这是一块拥有2,000泰亩（3.2平方公里）的土地。其建筑群的设计，是为了进行修行静坐之用。而根据法身寺，其建筑物的设计与采用的建筑材料，都要能耐用长达1,000年。在这区域里，也有几栋重要的建筑物。

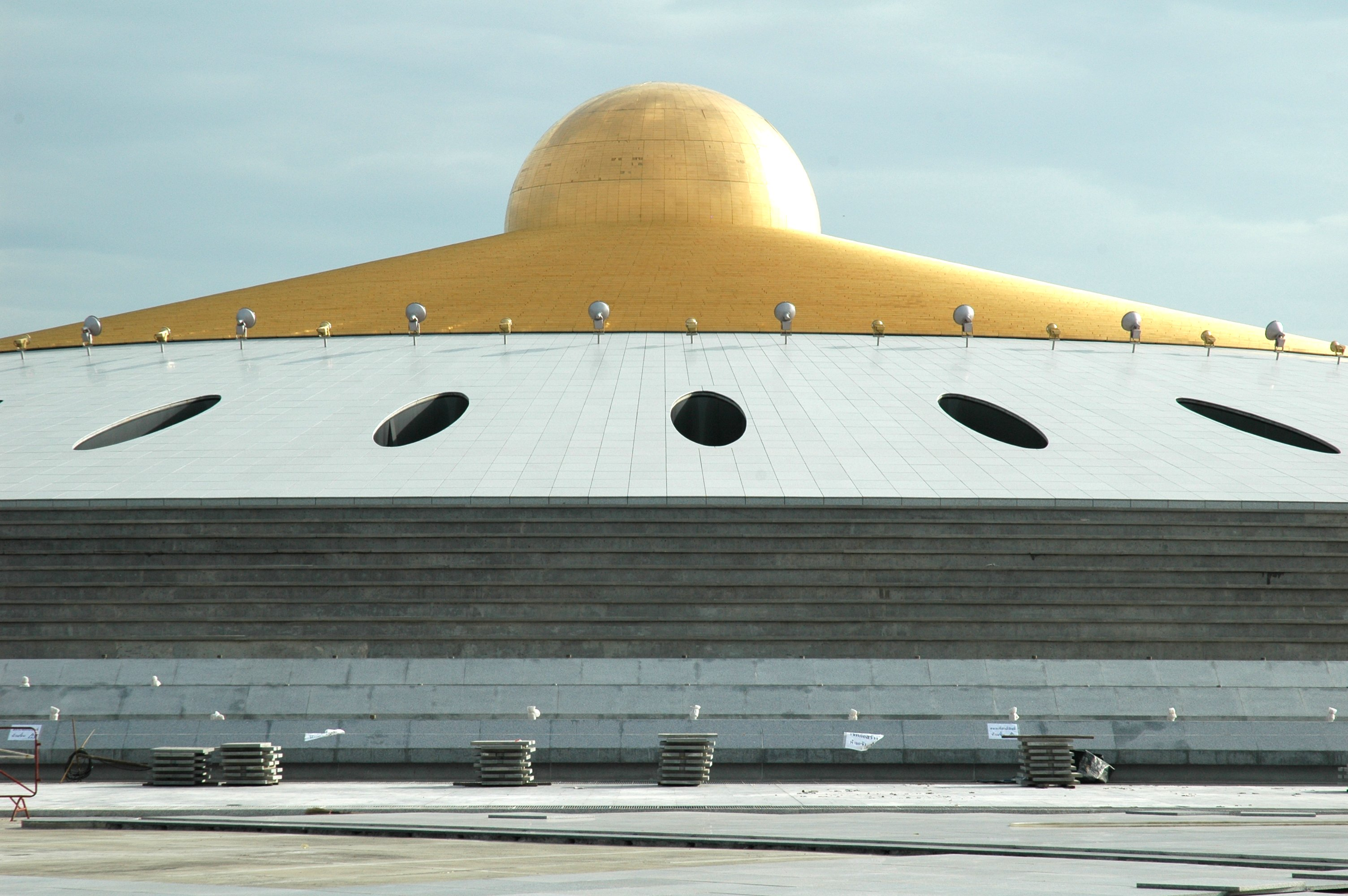
北揽寺祖师纪念堂

- 国际法身禅堂：这座于1997年建机库式构造的多功能两层建筑物，用于集体静坐修行之用、佛法开示、各种佛教法会、青年训练课程和佛教会议。上层的设计能容纳15万人。底层基本用于停车，但若有需要，也能腾出额外15万人的坐位空间。[279]
- 大法身舍利塔：被视为“通过个人的内在祥和，达至世界和平”的象征。该设计参考了许多不同时期的古代窣堵坡，例如：桑吉、 婆罗浮屠、 阿努拉达普拉、仰光大金寺和蒲甘王国诸佛塔。大法身舍利塔拥有高32米、直径108米的半球形穹顶。穹顶层为“佛”，圆顶下围的内在梯层为“法”，花岗石塔外围层被为“僧”。穹顶与内阶梯塔外部分共安置了300,000尊自身佛像。[288][289] 依旧有传统，每尊自身佛像都刻有供养者的名字。[290] 舍利塔内部存放着三藏经典、700,000尊自身佛像和一尊4.5米高以纹银塑造的大佛像。[291][292][293] 安置于塔内中央的纯银佛像象征了透过静坐能解脱的可能性。舍利塔外阶梯层可容纳10,000位比丘安坐，舍利塔周围的开放区可容纳600,000人静坐。大法身舍利塔于2000年正式开放。[294] 成为全世界佛教徒每年聚会和参与各大型法会的重要场所。[279][295][292]
- 大僧座宝墙：大僧座宝墙，是座拥有两层楼的建筑物，供给比丘、沙弥和来自世界各地在家人来此修行与祈祷。这座宝墙围绕着大法身舍利塔而建。于2004年竣工，一层能容纳300,000人（两层总共能容纳：600,000人）。
- 帕蒙坤帖牟尼祖师纪念堂：2003年完工，108米（354公尺）高圆形圆顶建筑物。这是为了纪念伟大的北榄寺祖师而建。纪念堂内设有一间展览厅，并安置一尊祖师金像。这建筑物是向访客与朝圣者们开放。
- 詹·孔诺雍老奶奶斋堂：此斋堂能容纳6,000位比丘一起用餐。每天都有在家众前来供养食物与饮料给予寺院里常住的1，200位比丘与沙弥。[296]
- 巴利佛典学院：这所学院是向在家众和僧众教导各级别佛学与巴利文的地方。此学院建于1985年。[297]
- 60年深修禅堂：是深入研习法身法门之所。[298]
- 大宝优婆夷·詹·孔诺雍老奶奶百年大楼：始建于2017年，目前仍在建设中。它的作用是成为寺院中央管理的办公大楼，也会在这里进行一些训练活动。[299] 这圆形的建筑物象征了修行上的成就。 此大楼具备闭路的水循环系统，运用了自密实混凝土（英语：Types_of_concrete#Self-consolidating_concretes）[300]。现在，法身基金会也已迁入此建筑物内。

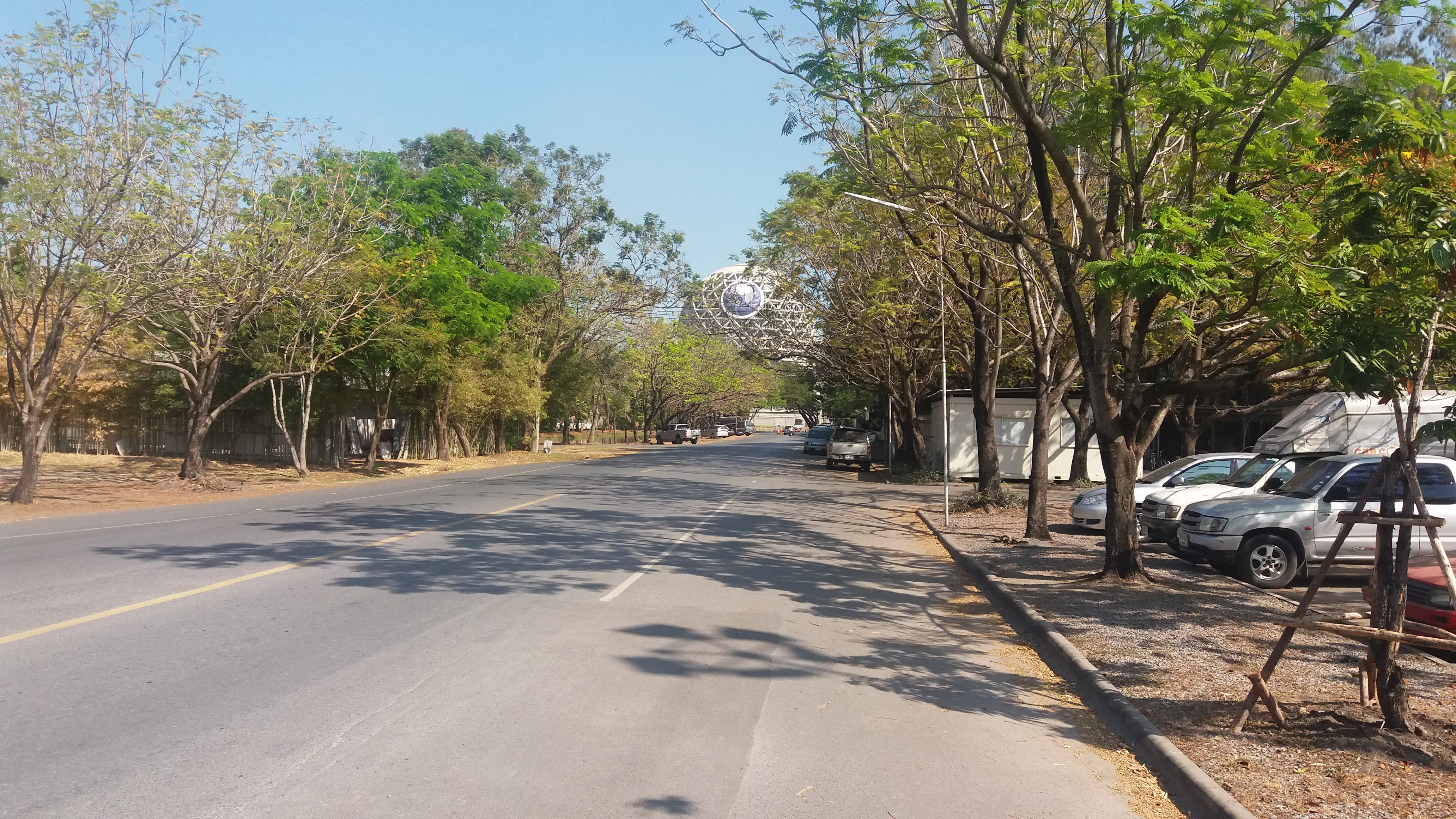
在泰国法身寺里，一条向外延伸至其办公建筑物的街道

除了这些外，在国际法身中心内，还建有更多的办公建筑物：医疗中心、沙弥的寮房、电脑中心、卫星电视频道与无线电频道的广播中心。 国际法身中心的建筑布局曾与玛哈泰寺做比较，该布局反映了其遵循宇宙次序和国家的观念。
法身寺想将国际法身中心区建设与发展成为一个全世界佛教徒聚会与朝圣之处，犹如：基督教徒的梵蒂冈和回教徒的麦加。

## 另请参阅
- 法身法门体系的传承（英语：Dhammakaya Movement）
- 镇压修道院（英语：Suppression of monasteries）

## 引用
1. ↑  Head, Jonathan. . BBC News. 2017-03-22  [2017-10-06]. （原始内容存档于2017-03-22） （英国英语）.
2. ↑  Irons 2008，第155頁.
3. 1 2  Heikkilä-Horn 1996，第94頁.
4. ↑  Rajakaruna, J. . Daily News (Sri Lanka) (Lake House). 2008-02-28  [2017-11-14]. （原始内容存档于2016-09-08）.
5. 1 2 3  McDaniel, Justin. . Berkwitz, Stephen C.  (编). . Santa Barbara, California: ABC-CLIO. 2006. ISBN 1-85109-787-2.
6. ↑  Fuengfusakul 1998.

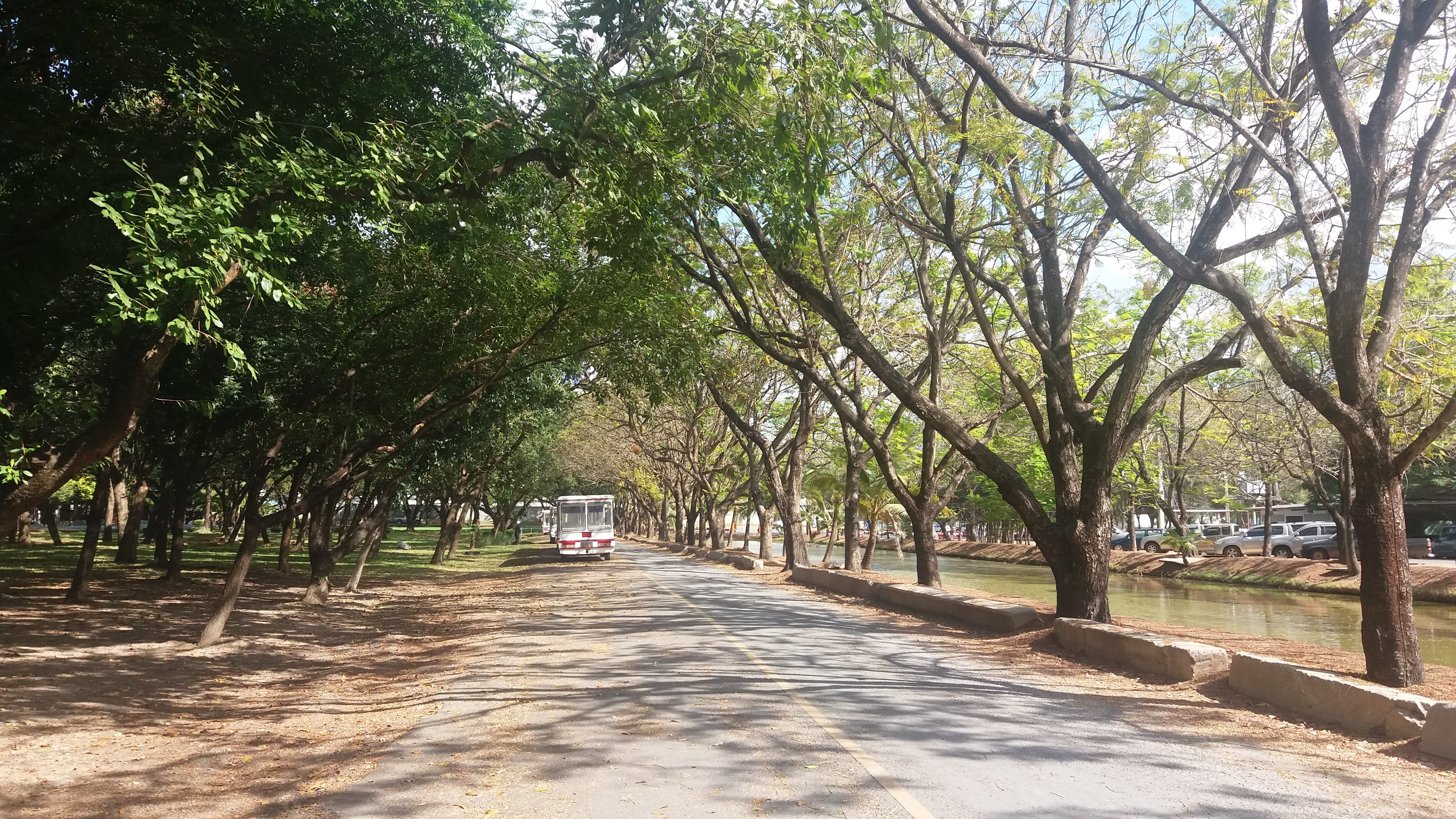
寺院路旁的树木

7. ↑  Sirikanchana 2010.
8. 1 2 3  Mackenzie 2007.
9. ↑  Fuengfusakul 1993，第157頁.
10. 1 2  Taylor 1989.
11. 1 2 3 4 5 6  Zehner 2005，第2325頁.
12. ↑  Litalien 2010，第120頁.
13. ↑  Mackenzie 2007，第34頁.
14. 1 2  Swearer 1991，第656頁.
15. ↑  Falk, Monica Lindberg. . Copenhagen: 复旦大学北欧中心. 2007. ISBN 978-87-7694-019-5.
16. ↑  McDaniel 2010，第41, 662頁.
17. ↑  Bechert 1997，第176頁.
18. 1 2  Scott 2009，第52頁.
19. ↑  Taylor 1989，第126頁.
20. ↑  Zehner 2013，第191頁.
21. ↑  Banchanon, Phongphiphat.  [Getting to know the Dhammakaya network]. Forbes Thailand. 2015-02-03  [2016-11-11]. （原始内容存档于2016-11-11） （泰语）.
22. ↑  Fuengfusakul 1998，第123頁.
23. ↑  Harvey 2013，第391頁.
24. 1 2 3 4  Scott 2009，第132–4頁.
25. ↑  Gearing, Julian. . 亞洲周刊 (英文周刊). 1999-12-30. （原始内容存档于2009-06-25）.
26. 1 2 3  Mackenzie 2007，第55頁.
27. ↑   [Review of Dhammajayo's lawsuits]. Matichon. 2006-08-23: 16  [2016-12-18]. （原始内容存档于2016-11-30） –Matichon E-library （泰语）.
28. ↑   [Announcement of Granting Monastic Honorifics] (PDF). ราชกิจจานุเบกษา [Royal Thai Government Gazette]: 4–7. 1994-12-22. （原始内容存档 (PDF)于2016-03-04）. |volume=被忽略 (帮助); |issue=被忽略 (帮助)
29. ↑  Scott 2009，第129, 137, 143頁.
30. ↑  Chinmani, Vorawit.  [Clearing up the analysis of an offense leading to disrobing]. Thai PBS. 2015-07-22. （原始内容存档于2017-01-23） （泰语）.
31. ↑  . Dhammakaya Foundation.   [2016-11-12]. （原始内容存档于2016-12-20）.
32. ↑  Udomsi, Sawaeng.  [Report of Evaluation of the Treatment of the Case Wat Phra Dhammakaya-Verdict of the Supreme Sangha Council 32/2541 B.E.].  [Analysis of Disciplinary Transactions of Dhammakaya]. Bangkok. 2000: 81–5. ISBN 974-7078-11-2. （原始内容存档于2017-03-24） （泰语）.
33. ↑  . 新海峽時報 (413/12/99). The Associated Press. 1999-10-07: 19  [2016-11-10]. （原始内容存档于2021-11-09）.
34. ↑   [Dhammakaya struggles and attracts customers, announces prize for finding more kalyanamitta members]. Matichon. 1999-06-28: 1  [2016-11-01]. （原始内容存档于2016-10-25） –Matichon E-library.
35. 1 2   [Dhammakaya recruits students to do rehearsal for New Year's Ceremony]. Matichon. 1999-12-27: 20  [2016-12-15]. （原始内容存档于2016-11-30） –Matichon E-library （泰语）.
36. ↑   [Dhammakaya's disciples conmemorate Chi Chandra, chanting until January next year [before cremating]]. Matichon. 2000-09-18: 19. （原始内容存档于2017-03-18） –Matichon E-library （泰语）.
37. ↑  Scupin, Raymond. . Prajna Vihara. 2001, 2 (1)  [2017-11-14]. （原始内容存档于2017-09-09）.
38. ↑  Zehner 1990，第424頁.
39. ↑  Hills, Jonathan. . CSR Asia. 2005-04-05  [2016-11-29]. （原始内容存档于2016-11-29）.
40. ↑   [Resistance against alcohol: a hundred flowers bloom fully, and for who do a hundred institutions compete?]. Nation Weekend (The Nation Group). 2005-03-04  [2016-11-28]. （原始内容存档于2016-12-01） （泰语）.
41. ↑  Kazmin, Amy. . The Financial Times. 2006-01-04  [2016-11-29]. （原始内容存档于2018-01-29）.
42. ↑   [Prosecutor withdraws charges Dhammajayo, Dhammajayo agrees to return embezzled 950 M.]. Naew Na. 2006-08-23: 1  [2016-12-06]. （原始内容存档于2016-11-30） –Matichon E-library （泰语）.
43. ↑  . Bangkok Post. 2006-08-23  [2016-09-11]. （原始内容存档于2016-09-03） –The Buddhist Channel.
44. ↑  Swearer 2010，第141頁.
45. ↑  Scott 2009，第155–6頁.
46. ↑  . BBC News. 2016-06-16  [2016-11-15]. （原始内容存档于2016-11-16）.
47. ↑  Thaweesak, Surapot.  [A closer look at study role of Sangha in selecting Yellow, Red or neutral side]. Prachatai. 2011-02-20  [2017-12-31]. （原始内容存档于2018-01-01） （泰语）.
48. ↑  Head, Jonathan. . BBC (Bangkok). 2017-03-22  [2017-03-22]. （原始内容存档于2017-03-22）.
49. ↑  Rojanaphruk, Pravit. . Khaosod. 2016-06-12  [2016-11-16]. （原始内容存档于2016-12-05）.
50. ↑  Taylor, Jim. . New Mandala. 2017-03-06  [2017-03-09]. （原始内容存档于2017-03-08）.
51. ↑   [Refined and fast: Why does Boonchai Benjarongkul step in for Dhammakaya?]. Matichon. 2016-06-21  [2016-08-20]. （原始内容存档于2016-08-25） （泰语）.
52. ↑  Tan Hui Yee. . The Straits Time (新加坡-海峡时报). 2016-23-06  [2016-11-16]. （原始内容存档于2016-11-16）.
53. ↑  Bansong, Aggarat. . BBC News (BBC). 2013-01-15  [2016-11-10]. （原始内容存档于2016-09-07）.
54. ↑   [Raising awareness: government supporting Buddhism]. Thai Rath (Wacharapol). 2012-02-08: 15  [2016-12-02]. （原始内容存档于2016-11-30） –Matichon E-library （泰语）.
55. ↑  Swatman, Rachel. . Guinness World Records. 2015-11-04  [2016-11-11]. （原始内容存档于2016-11-14）.
56. ↑  Suthassanachinda, Sorayuth.  [2 perspectives on the Dhammachai Dhutanga]. 泰國第3電視台. 2015-02-04  [2016-11-10]. （原始内容存档于2018-02-24） （泰语）.
57. ↑   [Retracing the Dhammachai Dhutanga]. Nation TV (Thailand). 2016-01-01  [2016-11-18]. （原始内容存档于2020-02-27） （泰语）.
58. 1 2  Sirikanchana 2010，第886頁.
59. ↑  Swearer 2010，第138頁.
60. ↑  Murdoch, Lindsay. . The Sydney Morning Herald. 2016-12-27  [2017-01-08]. （原始内容存档于2016-12-29）.
61. ↑  Arnaud Dubus. . Eglises d 'Asie(法文)[EDA]-巴黎外交使团信息机构。. 2017-22-06  [摘取日期：不详]. （原始内容存档于2017-01-23）.
62. ↑  . 泰国通讯社 TNAMCOT. 2017-03-06  [2016-11-15]. （原始内容存档于2020-05-22）.
63. ↑  Tan Hui Yee. . The Straits Time (新加坡海峡时报). 2016-25-06  [2016-11-16]. （原始内容存档于2016-11-16）.
64. ↑  Dubus, Arnaud.  [Controversy regarding the Dhammakaya Buddhist temple: A religious and political standoff]. Églises d'Asie (Information Agency for Foreign Missions of Paris). 2016-06-22. （原始内容存档于2017-01-23） （法语）.
65. ↑  Dubus, Arnaud.  [Thailand is torn about the appointment of a Buddhist leader]. Églises d'Asie (Information Agency for Foreign Missions of Paris). 2016-01-18. （原始内容存档于2017-01-23） （法语）.
66. ↑  Tan Hui Yee. . The Straits Times (Singapore Press Holdings). 2016-06-23  [2016-11-16]. （原始内容存档于2016-11-16）.
67. 1 2   [Poisonous donations of a billion baht]. Thai PBS. 2016-05-02  [2016-11-11]. （原始内容存档于2020-02-29）. 简明摘要 – Dhammakaya Uncovered (2016-04-21) （泰语）.
68. ↑   [Let's listen to the lawyer of Phra Dhammajayo, providing information about a controversial lawsuit]. Spring News. 2016-04-28  [2016-04-04]. （原始内容存档于2016-05-02）. 简明摘要 – Dhammakaya Uncovered (2016-04-21) （泰语）.
69. ↑  . Thai PBS. 2016-06-16. （原始内容存档于2017-02-18） –Associated Press.
70. ↑  Thana, CS; Constant, Max. . Anadolu Agency (Bangkok).   [2016-11-15]. （原始内容存档于2016-11-16）.
71. ↑  Tan Hui Yee. . The Straits Time(新加坡-海峡时报)。Singapore Press Holdings(新加坡报业控股传讯).   [2016-11-11]. （原始内容存档于2016-11-14）.
72. ↑  . Springs News. 2106-06-05  [2016-11-18]. （原始内容存档于2018-02-24）.
73. ↑  Tamnukasetchai, Piyanuch. . The Nation (Thailand). 2016-08-23  [2016-11-16]. （原始内容存档于2017-03-21）.
74. ↑  . Bangkok Post (The Post Publishing). 2016-07-06.
75. ↑  . 国家 (杂志).   [2017-02-25]. （原始内容存档于2017-02-21）.
76. 1 2  Chachavalpongpun, Pavin. . The New York Times. 2017-03-17  [2017-07-29]. ISSN 0362-4331. （原始内容存档于2017-07-29） （美国英语）.
77. 1 2  . Reuters. 2017-01-26  [2017-01-29]. （原始内容存档于2022-05-06）.
78. 1 2   [Conference in Chiangmai: Is the crisis at Dhammakaya a crisis in society?]. Prachatai (Foundation for Community Studies). 2017-03-12  [2017-12-24]. （原始内容存档于2017-12-24） （泰语）.
79. ↑  . Bangkok Post (Post Publishing).   [2017-03-06].
80. ↑   [DSI quietly enters Wat Dhammakaya at night, no traces of Phra Dhammajayo can be found]. Spring News. 2017-12-22  [2017-12-25]. （原始内容存档于2018-02-04） （泰语）.
81. ↑  . Bangkok Post. 2018-02-02  [2018-02-04]. （原始内容存档于2018-02-04）.
82. ↑   [Civil court orders Wat Dhammakaya to return money to Klongchan Union]. Thai News Agency. 2018-02-01  [2018-02-04]. （原始内容存档于2018-02-04） （泰语）.
83. ↑  . Reuters. 2017-03-23  [2017-03-24]. （原始内容存档于2018-02-04）.
84. ↑   [Dhammakaya is revived!]. Kom Chad Luek. 2017-12-14  [2017-12-24]. （原始内容存档于2018-02-24） （泰语）.
85. ↑   [People's opinions about the revival of the Dhammachai Dhutanga of Wat Phra Dhammakaya]. Amarin TVHD. 2017-11-29  [2017-12-25]. （原始内容存档于2018-02-24） （泰语）.
86. ↑   [Dhammakaya now without Dhammajayo]. Thai PBS. 2017-12-29  [2018-01-07]. （原始内容存档于2018-01-07） （泰语）.
87. ↑  Tan Hui Yee. . The Straits Time. 2017-28-02  [2017-07-10]. （原始内容存档于2017-12-06）.
88. ↑  Jonathan Head. . BBC NEWs Bangkok. 2017-22-03  [2017-03-22]. （原始内容存档于2017-03-22）.
89. 1 2 3 4  Gearing, Julian. . 亞洲周刊 (英文周刊). 1999-12-30. （原始内容存档于2009-06-25）.
90. ↑  . Khao Sod-Matichon Publishing. 2017-20-02  [2017-03-14]. （原始内容存档于2017-03-15）.
91. ↑  Patpicha Tanakasempipat；Juarawee Kittisilpa and Panarat Thepgumpanat. . Reuters(Bangkok). 2016-22-04  [2016-08-20]. （原始内容存档于2019-08-12）.
92. ↑  Sutchchai  Yimprasert ；. . Lok Wan Nee (in Thai). 2017-27-02  [2017-03-13]. （原始内容存档于2017-03-14）.
93. ↑  . 国家 (杂志). 2016-12-29  [2016-12-31]. （原始内容存档于2016-12-30）.
94. 1 2  . The Economist. 2016-02-04  [2016-08-20]. （原始内容存档于2016-08-20）.
95. 1 2  McCargo 2012，第638頁.
96. ↑  . The Nation. 2017-07-02  [2017-08-02]. （原始内容存档于2017-02-08）.
97. ↑  Attayuth Bootsripoom；Pimnara Pradubwit；Sakda Samerpop. . The Nation. 2016-29-12  [2017-04-09]. （原始内容存档于2017-09-05）.
98. 1 2  Eugénie Mérieau. . Alter Asia. 2015-04-04  [2017-07-29]. （原始内容存档于2017-07-29）.
99. ↑  Litalien 2010，第125頁.
100. ↑  Rojanaphruk, Pravit. . Khaosod. 2016-06-12  [2016-11-16]. （原始内容存档于2016-12-05）.
101. ↑  Rojanaphruk, Pravit. . Khaosod English (Matichon Publishing). 2016-12-18  [2016-12-20]. （原始内容存档于2018-06-06）.
102. ↑  Macan-Markar, Marwaan. . Nikkei Asian Review. 2017-01-25  [2017-01-29]. （原始内容存档于2017-01-29）.
103. ↑  . Thai Rath. 2017-25-02  [2107-09-03]. （原始内容存档于2017-03-12）.
104. 1 2  JImTaylor. . New Mandala. 2017-06-03  [2017-09-03]. （原始内容存档于2017-03-08）.
105. 1 2  Scott 2009，第39–41頁.
106. 1 2 3 4 5  Newell 2008.
107. ↑   [Is Dhammajayo at fault?]. Spring News. 2016-05-06  [2016-11-18]. （原始内容存档于2018-02-24） （泰语）.
108. ↑  Phraputthasat-mahabandit.  [Phra Phimontham's and Phra Dhammajayo's case studies: crisis in Thai Sangha and the mindlessness of society]. Dokbia Thurakit. 1999-06-14: 3–4  [2016-12-11]. （原始内容存档于2017-03-18） –Matichon E-library （泰语）.
109. ↑  Janruang, Chamnan.  [How will the Dhammakaya case end?]. Prachatai. 2017-03-01  [2017-12-25]. （原始内容存档于2017-12-25） （泰语）.
110. ↑  Litalien 2010，第121, 124頁.
111. 1 2  McCargo, Duncan.  (PDF). Democratization. August 2004, 11 (4): 165. doi:10.1080/1351034042000234576. （原始内容 (PDF)存档于2017-08-09）.
112. ↑  McCargo, Duncan. . Journal of Southeast Asian Studies. 2009-01-07, 40 (1): 7  [2017-11-23]. doi:10.1017/S0022463409000010. （原始内容存档于2022-05-06）.
113. ↑  Streckfuss & Templeton 2002，第75頁.
114. ↑  Panichkul, Intarachai.  [Surapot Tawisak: commenting on the fall of Dhammakaya]. Post Today (The Post Publishing). 2016-06-08  [2016-12-03]. （原始内容存档于2016-12-05） （泰语）.
115. ↑  Heikkilä-Horn 1996，第97頁.
116. ↑  Snodgrass 2003，第180–1頁.
117. ↑  Litalien 2010，第145 n.39頁.
118. 1 2  Scott 2009，第48, 53–6, 87頁.
119. ↑  L.S., Cousins. Skorupski, T. , 编. . The Buddhist Forum: Seminar Papers, 1994–1996 (London: University of London, School of Oriental and African Studies). 1996: 39.
120. ↑  Fuengfusakul 1993，第176頁.
121. ↑  Mackenzie 2007，第67, 194–5頁.
122. ↑  Scott 2006，第216, 222頁.
123. ↑  Fuengfusakul 1998，第127頁.
124. ↑  Taweesak, Surapot.  [The issue of middle class Buddhism and Dhammakaya]. Prachatai. 2017-02-28  [2017-12-25]. （原始内容存档于2017-12-26） （泰语）.
125. ↑  Scott 2009，第65頁.
126. ↑  Scott 2009，第57–8頁.
127. ↑  Fuengfusakul 1998，第37–8頁.
128. ↑   [Evaluation of the 20-day Dhutanga Dhammachai: to instill virtue at home, in the temple and at school]. Naew Na. 2014-03-22: 21  [2016-12-02]. （原始内容存档于2016-11-30） –Matichon E-library （泰语）.
129. ↑   [Dhammakaya: "We are innocent", "He who sees the Dhamma, sees me, the Tathagata"]. Dokbia Thurakit. 1999-03-15: 5–6  [2016-12-12]. （原始内容存档于2016-11-30） –Matichon E-library （泰语）.
130. ↑  Irons 2008，第500頁.
131. 1 2 3  Buaban, Jesada.  [Memory in Crystal: Changing Memory on Dhammakaya Movement under the Umbrella of Military Junta 2014–2016] (pdf). The science of remembering and the art of forgetting 2nd conference. Songkhla-Nakharin University, Songkhla: Southeast Asian Studies Program, Walailak University. August 2016. （原始内容存档于2017-03-18） （泰语）.
132. 1 2  Seeger 2010，第71–72頁.
133. 1 2 3  Scott 2009.
134. ↑  Petchpradap, Jom.  [Surapot Taweesak analyzes if Dhammakaya's influence is truly dangerous]. Jomvoice. 2016-02-20  [2017-03-17]. （原始内容存档于2017-04-06） （泰语）.
135. ↑  Seeger 2010，第73–74頁.
136. ↑  Thaweesak, Surapot.  [Lessons learned from the problem of Dhammakaya, from Prawet Wasi's perspective]. Prachatai. 2016-06-17  [2017-12-26]. （原始内容存档于2016-07-24） （泰语）.
137. ↑  Thaweesak, Surapot.  [Sangha Act and the domain of religion serve conservative ideals]. Prachatai. 2017-01-09  [2017-12-27]. （原始内容存档于2017-12-28） （泰语）.
138. ↑  Newell 2008，第82頁.
139. ↑  Mackenzie 2007，第76頁.
140. ↑  Scott 2009，第66, 79頁.
141. ↑  Fuengfusakul 1998，第82–4頁.
142. ↑  Tanabe, Shigeharu. . Oscar Salemink  (编). . Silkworm Books. 2016. ISBN 9786162151187.
143. ↑  Newell 2008，第256頁.
144. 1 2  Scott 2009，第80頁.
145. ↑  Fuengfusakul 1998，第84頁.
146. ↑  Zehner 2005.
147. ↑  Fuengfusakul 1993.
148. ↑  Mackenzie 2007，第103頁.
149. 1 2  Fuengfusakul 1998，第88頁.
150. ↑  Cheng, Tun-jen; Brown, Deborah A. . Routledge. 2015. ISBN 978-1-317-46105-0.
151. ↑  Scott, Rachelle M. . Jerryson, Michael  (编). . Oxford University Press: 203. 2016. ISBN 978-0-19-936238-7.
152. ↑  Falk, Monica Lindberg. . Copenhagen: NIAS Press. 2007. ISBN 978-87-7694-019-5.
153. ↑  Mackenzie 2007，第32–3頁.
154. ↑  Fuengfusakul 1998，第99–101頁.
155. ↑  Newell 2008，第235頁.
156. ↑  Satha-Anand 1990，第401頁.
157. ↑  Zehner 1990.
158. ↑  Mackenzie 2007，第31頁.
159. 1 2 3  Fuengfusakul 1993，第173頁.
160. 1 2  Harvey 2013，第390頁.
161. ↑  Scott 2009，第77頁.
162. ↑  McDaniel, Justin. . Berkwitz, Stephen C.  (编). . Santa Barbara, California: ABC-CLIO. 2006. ISBN 1-85109-787-2.
163. ↑  Newell 2008，第242頁.
164. ↑  Fuengfusakul 1998，第95–6頁.
165. ↑  Harvey 2013，第389頁.
166. 1 2  Williams 2008，第126頁.
167. ↑  Scott, Rachelle M. (2009), page 138.
168. ↑  พระธรรมปิฎก (ป. อ. ปยุตฺโต) (1996). กรณีธรรมกาย : เอกสารเพื่อพระธรรมวินัย. กรุงเทพฯ: มูลนิธิพุทธธรรม. ISBN 974-575-455-2. (in Thai)
169. ↑  Mackenzie, Rory (2007), page 51.
170. ↑  Pornchokchai, Sopon.  [Dhammakaya and Somdet P.A. Payutto]. Lok Wannee.com. 2017-03-02  [2018-01-07]. （原始内容存档于2018-01-08）.
171. ↑  Thanavuddho, Phra Somchai.  [Is Nibbana atta or anatta?]. Bangkok: Pradipat. 1999. ISBN 974-7308-18-5. （原始内容存档于2005-01-18） （泰语）.
172. ↑  Mackenzie, Rory (2007), page 52.
173. 1 2  Mackenzie 2007，第51頁.
174. ↑  Chalermsripinyorat, Rungrawee.  (PDF). Manusya: Journal of Humanities. 2002, 5 (1): 14–20. （原始内容存档 (PDF)于2016-09-18）.
175. 1 2  Fuengfusakul 1993，第171頁.
176. ↑  McDaniel 2010，第662頁.
177. ↑  Zehner 1990，第416頁.
178. ↑  Fuengfusakul 1993，第172頁.
179. ↑  Taylor 2007，第9頁.
180. ↑  Fuengfusakul 1993，第160, 168頁.
181. 1 2  Litalien 2010，第133頁.
182. ↑  Bunbongkarn, Suchit. . Southeast Asian Affairs (ISEAS, Yosuf Ishak Institute). 2000-01-01: 285–95. JSTOR 27912257.
183. 1 2 3 4  Zehner 2013，第192頁.
184. ↑  Scott 2009，第56頁.
185. ↑  Fuengfusakul 1998，第101–3頁.
186. ↑  Fuengfusakul 1998，第103–4頁.
187. ↑  Taylor 1989，第124頁.
188. ↑  Litalien 2010，第110頁.
189. ↑  Taylor 1989，第123頁.
190. ↑  Seeger 2006，第7頁.
191. ↑  Scott 2009，第55, 92頁.
192. ↑  Fuengfusakul 1993，第167頁.
193. ↑  Scott 2009，第17, 52, 103頁.
194. ↑  Fuengfusakul 1998，第74頁.
195. ↑  Seeger 2006，第1, 6頁.
196. ↑  Harvey 2013，第390–1頁.
197. 1 2  Sritong-on 2004，第54頁.
198. ↑  Chalermsripinyorat, Rungrawee.  (PDF). Manusya: Journal of Humanities. 2002, 5 (1): 14–20  [2017-11-15]. （原始内容存档 (PDF)于2016-09-18）.
199. ↑  Mackenzie, Rory （2007）, page 30.
200. ↑  Mackenzie 2007，第69, 89, 96頁.
201. ↑  Fuengfusakul 1998，第70–7頁.
202. ↑   [A monk that is hard to find: summary of situation after using section 44, before and after lockdown]. Prachatai. 2017-03-16  [2017-12-24]. （原始内容存档于2017-12-24） （泰语）.
203. ↑  Chattinawat, Nathathai.  [Nun's status: A Case Study of Wat Paknam Bhasicharoen] (学位论文). College of Interdisciplinary Studies, 法政大學 (泰國): 71. 2009. （原始内容存档于2016-03-23） （泰语）.
204. 1 2  Scott, Rachelle M. （2009）, page 141.
205. ↑  Aglionby, John. . The Guardian. 1999-03-26  [2016-11-16]. （原始内容存档于2016-11-17）.
206. ↑  Laopet, Jomquan.  [Former chemical engineer claims that making merit with Wat Phra Dhammakaya caused him to become penniless]. Thai Rath (Wacharapol). 2016-12-15  [2017-04-26]. （原始内容存档于2017-08-16） （泰语）.
207. ↑  Ekmahasawat, Danai. . Spring News. 2016-12-15  [2017-04-26]. （原始内容存档于2017-08-10） （泰语）.
208. ↑  Jackson, Peter A. . South East Asia Research (IP Publishing). 1999-01-11, 7 (3): 246. JSTOR 23746841.
209. ↑  Scott 2009，第3, 13, 132頁.
210. ↑  Kao, Grace Y.M. . Hackett, Rosalind I.J.  (编). . Routledge: 79–82, 87–91. 2014. ISBN 978-1-317-49109-5.
211. ↑  Scott, Rachelle M. . Hackett, Rosalind I.J.  (编). . Routledge: 247. 2014. ISBN 978-1-317-49109-5.
212. ↑  Taylor 2007，第8–9頁.
213. ↑  Vasi 1998，第29頁.
214. ↑  Scott 2009，第passim頁.
215. ↑  Goodman, Charles. . Oxford University Press. 2009. ISBN 978-0-19-988845-0.
216. ↑  Davis, Winston.  (PDF). Jones, Lindsay  (编).  14 2. Detroit: Thomson Gale: 9708. 1987. ISBN 0-02-865983-X. （原始内容 (PDF)存档于2017-03-02）.
217. ↑  Scott 2009，第30–2, 97頁.
218. ↑  Scott 2009，第90–1, 126頁.
219. ↑  Skilling 2005，第9833頁.
220. ↑  Kittiwongsakul, Pornchai. . Stratfor. Agence France-Presse. 2016-03-07  [2016-12-25]. （原始内容存档于2016-12-26） –马尼拉时报.
221. ↑  Pochanalawan, Pinyapan.  [Notes of debate 'After the Thammasart Massacre: The temple isn't empty']. Prachatai. 2013-10-05  [2017-12-27]. （原始内容存档于2017-12-27） （泰语）.
222. ↑  Cousins, L.S. Skorupski, T. , 编. . The Buddhist Forum: Seminar Papers, 1994–1996 (London: University of London, School of Oriental and African Studies). 1996: 39.
223. ↑  Cousins, L.S. . Connolly, Peter; Hamilton, Sue  (编).  (PDF). London: Luzac Oriental. 1997: 188  [2017-11-15]. ISBN 1-898942-15-3. （原始内容存档 (PDF)于2016-03-18）.
224. ↑  McCargo, Duncan. Haynes, Jeff , 编. . Religion, Globalization and Political Culture in the Third World (Springer). 2016: 219. ISBN 978-1-349-27038-5.
225. ↑  Rhys Davids, Thomas W.; Stede, William.  1. Chipstead: 巴利聖典協會. 1921: 76–7  [2017-11-15]. ISBN 9788120811447. （原始内容存档于2017-05-25）.
226. ↑  Sritong-on 2004，第40, 43–4, 160頁.
227. ↑  Sritong-on 2004，第passim頁.
228. ↑  Matichon, 10 January 1999，第3頁.
229. ↑  Aphiwan, Phuttha.  [Dhammachayo's Dhamma teaching: claiming superior human states?]. Amarin TV. 2016-06-02  [2016-11-20]. （原始内容存档于2020-05-19） （泰语）.
230. ↑   [Deciphering Dhammakaya's one-liner Cittam me, bang, rich!]. Daily News (Thailand) (Sri Phrayakarn Pim). 2017-02-28  [2017-03-13]. （原始内容存档于2017-03-14） （泰语）.
231. ↑  Scott 2009，第83, 103頁.
232. ↑  Speece, Mark. . Berlin: SSRN: 287–8. 2015-07-13. SSRN 2811658 .
233. ↑  Litalien 2010，第141, 147頁.
234. ↑  Bhumi-anand, Petchara.  (学位论文). 瑪希敦大學, Comparative Religion.   [2017-11-15]. （原始内容存档于2019-01-21）.
235. ↑   [30,000 temples nationwide chant Buddhist texts]. Prachachat Thurakit. 2014-04-28: 11  [2016-12-03]. （原始内容存档于2016-12-20） –Matichon E-library （泰语）.
236. 1 2 3 4  Taylor, Jim. . Ashgate Publishing. 2008  [2016-09-18]. ISBN 978-0-7546-6247-1.
237. ↑  Zehner 1990，第417頁.
238. ↑  Mackenzie 2007，第44, 46, 87–8頁.
239. ↑  Fuengfusakul 1993，第181頁.
240. ↑  Schedneck, Brooke. . . Routledge. 2015-05-15. ISBN 978-1-317-44938-6.
241. ↑  Scott 2009，第82頁.
242. ↑  Zehner 2013，第196頁.
243. 1 2 3  Taylor 2007，第8頁.
244. ↑  Thammachayō, Thattachīwō & Tawandhamma Foundation 2007，第53頁.
245. ↑  Fuengfusakul 1998，第48, 59頁.
246. ↑  Sritong-on 2004，第56–7, 160, 194頁.
247. 1 2  Taylor 1989，第122頁.
248. ↑  Seeger 2006，第9頁.
249. ↑  Litalien 2010，第124頁.
250. ↑  Mackenzie 2007，第61, 92頁.
251. ↑  Fuengfusakul 1998，第95–8頁.
252. ↑  Newell 2008，第17頁.
253. ↑  Fuengfusakul 1998，第40–1, 132頁.
254. ↑  Sirikanchana 2010，第885頁.
255. ↑  PR Department Team.  [Announcement 2/2541-Phrarajbhavanavisudh and land ownership]. Patumthani: Dhammakaya Foundation. 1998-12-19. （原始内容存档于2005-03-12） （泰语）.
256. ↑   [Analysis of Phra Dhammajayo's lawsuit of money laundering and ill-gotten gains]. Link-enoice TV (Digital TV Network). 2016-03-30  [2016-11-19]. （原始内容存档于2020-04-24） （泰语）.
257. ↑  Litalien 2010，第134頁.
258. ↑  McCargo 1999，第220頁.
259. ↑  Fuengfusakul 1993，第154, 160頁.
260. ↑  Litalien 2010，第128頁.
261. ↑  Scott 2009，第84頁.
262. ↑  Fuengfusakul 1993，第155頁.
263. ↑  Fuengfusakul 1998，第41頁.
264. ↑  Fuengfusakul 1998，第35頁.
265. ↑  Yimprasert, Sutchchai.  [The history of Dhammakaya]. Lok Wan Nee. 2017-02-27  [2017-03-13]. （原始内容存档于2017-03-14） （泰语）.
266. ↑  Newell 2008，第86頁.
267. ↑  Fuengfusakul 1998，第60頁.
268. 1 2  Fuengfusakul 1993，第155–8頁.
269. ↑  Fuengfusakul 1998，第38頁.
270. 1 2  Chalermsripinyorat, Rungrawee.  (PDF). Manusya: Journal of Humanities. 2002, 5 (1): 14–20  [2017-11-15]. （原始内容存档 (PDF)于2016-09-18）.
271. ↑  Fuengfusakul 1998，第45頁.
272. ↑  Scott 2009，第85頁.
273. ↑  . Dhammakaya Foundation. （原始内容存档于2001-04-10）.
274. 1 2  Scott 2009，第102頁.
275. ↑  Fuengfusakul 1998，第76頁.
276. ↑  Sritong-on 2004，第39–40, 180頁.
277. 1 2  Zehner 1990，第416–7頁.
278. ↑  Sivaraksa 1987.
279. 1 2 3  Snodgrass 2003.
280. ↑  Scott, Rachelle M. . Jerryson, Michael  (编). . Oxford University Press: 203. 2016. ISBN 978-0-19-936238-7.
281. ↑  Fuengfusakul 1998，第31–2頁.
282. 1 2  Fuengfusakul 1998，第56頁.
283. ↑  .   [2016-06-07]. （原始内容存档于2007-09-24）.
284. ↑  Seeger 2006，第11頁.
285. ↑  Taylor 2007，第11–2頁.
286. ↑  Seeger, Martin. . Religion Compass. September 2009, 3 (5): 811. doi:10.1111/j.1749-8171.2009.00165.x.
287. ↑  Walsh, John. . Journal of Education and Vocational Research. 2013, 4 (8): 233–4. （原始内容存档于2017-03-23）.
288. ↑  Mackenzie 2007，第41–2, 46–7頁.
289. ↑  Snodgrass 2003，第177頁.
290. ↑  Scott 2009，第103頁.
291. ↑  Snodgrass 2003，第173頁.
292. 1 2  Taylor 2007，第11頁.
293. ↑  . Dhammakaya Foundation. （原始内容存档于2018-02-11）.
294. ↑  Hutter, Manfred; Loseries, Andrea; Linder, Julia; Frasch, Tilman; Schicklgruber, Christian.  [Theravāda Buddhism and Tibetan Buddhism]. Buddhism II. Kohlhammer. 2016. ISBN 3-17-028499-1 （德语）.
295. ↑  Scott 2009，第1頁.
296. ↑  . Dhammakaya Foundation. （原始内容存档于2018-02-11）.
297. ↑    [29 years on the path of the Dhamma]. Dokbia Thurakit. 1999-03-01: 1 （泰语）.
298. ↑  Mackenzie 2007，第62–3頁.
299. ↑   [Dhammakaya's Connections]. . 第5集.  事件发生在 0:15. 2016-05-31  [2016-11-15]. 8频道 (泰国). （原始内容存档于2017-03-18） （泰语）.
300. ↑  Srirueanthong, Man.  [Construction of a Spherical Skeleton Frame Structure by Precast Concrete Technology]. Journal of Thailand Concrete Association. 2015, 3 (1) （泰语）.
301. ↑  . TNN24. 2016-27-05  [2016-11-11]. （原始内容存档于2016-06-15）.
302. ↑  Chua, Lawrence. . Jerryson, Michael  (编). . Oxford University Press: 441–2, 449. 2016. ISBN 978-0-19-936238-7.
303. ↑  Fuengfusakul 1993，第154頁.

## 补充书目
- Rohonyi, Réka.  (学位论文). Harvard University. 1996.
- Wiktorin, Pierre.  [The parole: The relationship between monks and lay people in contemporary Thailand] (PDF). Lund Studies in African and Asian Religions 15. Stockholm: Almqvist and Wiksell International. 2005  [2017-11-11]. ISBN 91-22-02118-3. （原始内容存档 (PDF)于2020-07-15） （瑞典语）.